# Repubblica di Venezia
(Francesco Petrarca, Epistole, Seniles, Lettera a Pietro da Bologna 4 giugno 1364)
La Repubblica di Venezia (o Serenissima Repubblica di Venezia) è stata una repubblica marinara, imperniata sulla città-stato capitale di Venezia, dal 697 - secondo tradizione - con la nomina a doge di Paoluccio Anafesto, al 1797, con la rinuncia di Ludovico Manin.
Inizialmente esteso, tra il VII ed il IX secolo, solo alla ristretta area metropolitana del Dogado (superstite territorio lagunare dell'antica Venezia Marittima bizantina), lo stato veneziano vide la sede del governo trasferirsi dall'originale Eraclea a Metamauco ed infine sulle isole di Rialto, identificate da allora per sineddoche come "Venezia". Nel corso dei suoi millecento anni di storia si affermò come una delle maggiori potenze commerciali ed economiche europee. Con il declinare del potere bizantino e la conseguente crescente autonomia del ducato, la necessità di proteggere le proprie rotte marittime e commerciali spinse Venezia, tra il X ed il XIII secolo, a soppiantare progressivamente l'influenza imperiale sul Golfo di Venezia, legando a sè, in un complesso sistema di alleanze e rapporti di signoria, fedeltà o vassallaggio, l'Istria, la Dalmazia e la gran parte della costa adriatica di Montenegro e Albania oltre a numerose Isole Ionie, stabilendo inoltre numerosi empori e colonie nel Mediterraneo orientale e Mar Nero. 
All'apice della sua espansione, dopo la Quarta crociata, giunse ad acquisire il dominio nominale su "un quarto e mezzo" dell'Impero Romano d'Oriente ed il controllo effettivo su Creta, l'Eubea, la gran parte delle isole greche e, più tardi, su Cipro ed il Peloponneso, costituendo ciò che fu lo Stato da Mar. La conseguente crescita di un potente ceto mercantile, evoluto progressivamente in patriziato, portò in questa fase ad una crescente limitazione dei poteri ducali fino all'istruzione di vere e proprie forme repubblicane, dapprima comunali ed infine, con la definitiva Serrata del Maggior Consiglio, strettamente oligarchiche. Con il cessare dell'influenza latina nel levante ed in oriente e la progressiva espansione ottomana a scapito dei suoi possedimenti marittimi, a partire dal XIV secolo e fino al XVI secolo, la Repubblica si rivolse sempre più al proprio entroterra, espandendosi sul Veneto, il Friuli e la gran parte dell'Italia nord-orientale con meccanismi di dedizione simili a quelli già quelli sperimentati, costituendovi i Domini di Terraferma.
Nei secoli XVI e XVII l'espansione veneziana portò a crescenti conflitti con la monarchia asburgica, Sacro Romano Impero e Spagna, Francia e con la Chiesa. Quasi sopraffatta sulla terraferma nel 1509 dalla Lega di Cambrai, nella battaglia di Agnadello, Venezia riuscì tuttavia a ribaltare le alleanze ed a recuperare la gran parte dei suoi possedimenti. Sul mare, nonostante l'accanita resistenza e le vittorie di Lepanto ed in Morea, Venezia perse progressivamente tutti i possedimenti mediterranei, occupati dall'Impero ottomano, fino alla definitiva Pace di Passarowitz.
Mentre il radicale spostamento dei traffici sulle rotte oceaniche nel corso dell'epoca delle esplorazioni comportava un progressivo declino del sistema economico, riducendo la dinamicità del ceto dominante, nel corso del XVIII secolo, la Repubblica rimase comunque un fiorente centro di riferimento culturale, non in grado di opporsi, però, alla occupazione francese di Napoleone Bonaparte ed al conseguente collasso del sistema oligarchico: i suoi territori vennero suddivisi tra la Francia rivoluzionaria e l'Impero austriaco in seguito alla ratifica del trattato di Campoformio.
Nel corso della sua storia la Repubblica di Venezia si contraddistinse per la peculiarità del suo ordinamento politico. Sorto in continuità con le precedenti strutture amministrative bizantine, aveva a capo dello Stato la figura del Doge. Il potere politico e giudiziario erano però espressioni del Maggior Consiglio, che raccoglieva la totalità dei nobili iscritti al Libro d'Oro, e traeva da sé tutti gli altri consessi, tra i quali il Minor Consiglio ed il Senato, competenti per le funzioni di governo, la Quarantia, il Consiglio dei Dieci ed i Tre Inquisitori di Stato con funzioni di tribunali.

## Origine ed evoluzione del nome
Nel corso della sua lunga storia la Repubblica di Venezia assunse diversi nomi, tutti strettamente legati ai titoli attribuiti al doge. Durante l'VIII secolo, quando Venezia ancora dipendeva dall'Impero romano d'Oriente, il doge veniva chiamato Dux Venetiarum Provinciae (in italiano: Condottiero, o doge, della Provincia di Venezia), per poi essere definito semplicemente Dux Veneticorum (in italiano: Doge dei Veneti) solo a partire dall'840, in seguito alla firma del Pactum Lotharii. Questo accordo commerciale, stipulato tra il Ducato di Venezia (in latino Ducatum Venetiae) e l'Impero carolingio, sancì de facto l'indipendenza di Venezia dall'Impero bizantino.
Nel secolo successivo i riferimenti al dominio bizantino sono scomparsi e in un documento del 976 si parla infatti di gloriosissimo Domino Venetiarum (in italiano: gloriosissimo Signore di Venezia), dove l'appellativo gloriosissimo era già stato utilizzato per prima volta nel Pactum Lotharii e dove l'appellativo "Signore" si riferisce al fatto che il doge fosse ancora considerato alla stregua di un re, seppur eletto dall'assemblea popolare. Con l'acquisizione dell'indipendenza Venezia iniziò anche ad espandersi sulle coste del mar Adriatico e così a partire dal 1109, in seguito alla conquista della Dalmazia e delle coste croate, il doge ricevette formalmente il titolo di Venetiae Dalmatiae atque Chroatiae Dux (in italiano: Doge di Venezia, Dalmazia e Croazia), nome che continuò a essere utilizzato fino al XVIII secolo. A partire dal XV secolo i documenti scritti in latino furono affiancati da quelli in lingua veneta e parallelamente agli avvenimenti italiani anche il Ducato di Venezia cambiò nome, diventando così la Signoria di Venezia, che come scritto nel trattato di pace del 1453 con Maometto II viene nominata per esteso l'lIlustrissima et Excellentissima deta Signoria de Venexia (in italiano: Illustrissima ed Eccellentissima Signoria di Venezia).
Nel corso del XVII secolo l'assolutismo monarchico si affermò in molti paesi dell'Europa continentale mutando in modo radicale il panorama politico europeo. Questo cambiamento permise di determinare in modo più marcato le differenze tra monarchie e repubbliche: mentre le prime avevano economie normate da leggi severe e dominate dall'agricoltura, le seconde vivevano grazie agli affari commerciali e alla libera concorrenza; inoltre le monarchie, oltre a essere guidate da un'unica famiglia regnante, erano più propense alla guerra e all'uniformità religiosa. Questa differenza sempre più marcata tra monarchia e repubblica iniziò ad essere specificata anche nei documenti ufficiali e fu così che nacquero nomi come Repubblica di Genova o Repubblica delle Sette Province Unite. Anche la Signoria di Venezia si adeguò a questa nuova terminologia diventando così la Serenissima Repubblica di Venezia, terminologia con cui oggi è maggiormente conosciuta. Analogamente anche al doge fu attribuito l'appellativo di serenissimo o più semplicemente quello di Vostra Serenità. A partire dal XVII secolo la Repubblica di Venezia assunse altre denominazioni più o meno ufficiali come ad esempio Stato Veneto o Repubblica Veneta.

## Storia

### L'età ducale: IX-X secolo

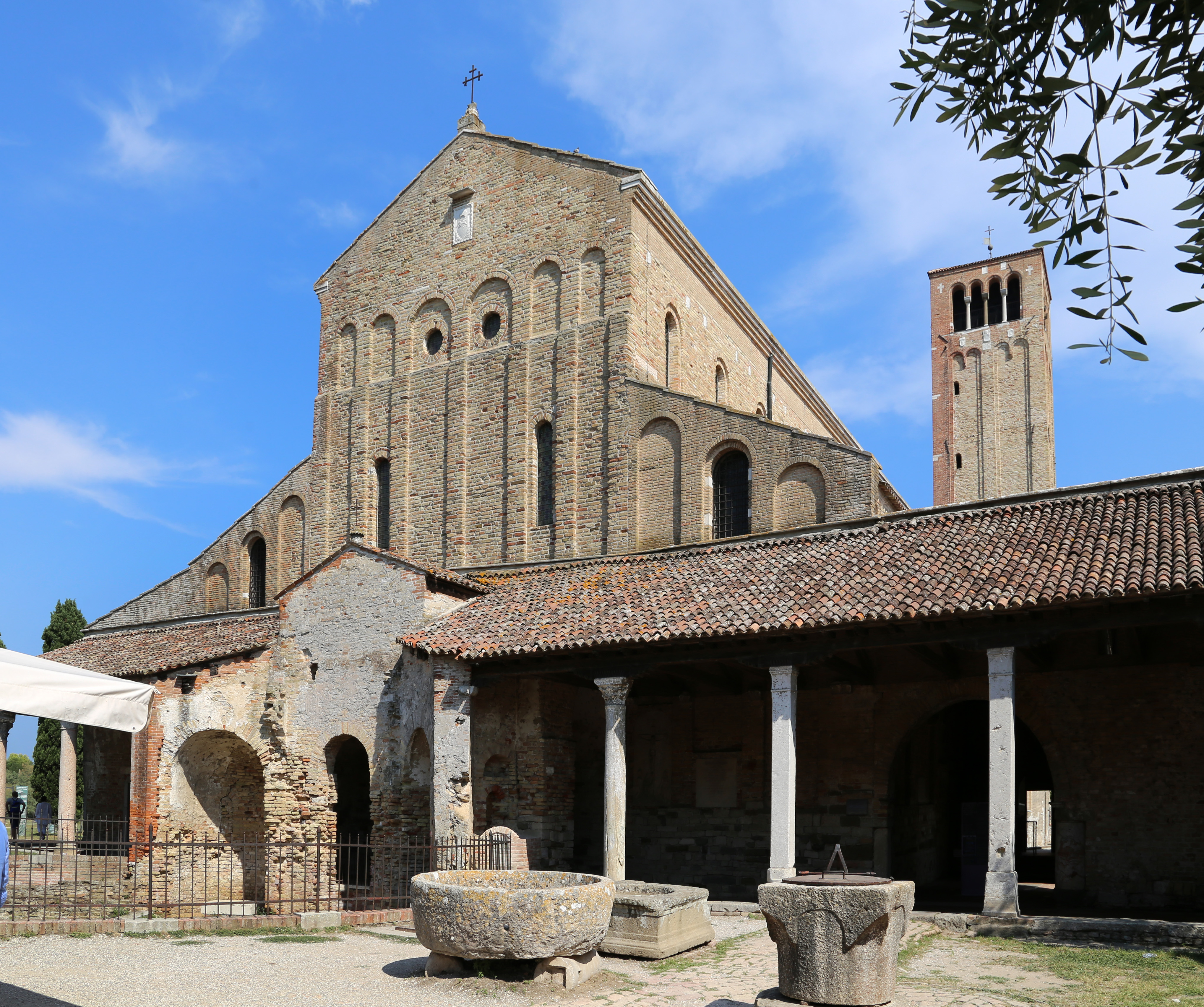
La Basilica di Santa Maria Assunta, sull'isola di Torcello è stato il principale luogo di culto della laguna di Venezia tra il VII e il IX secolo.

Il Ducato di Venezia nacque nel IX secolo dai territori bizantini della Venetia maritima. Secondo la tradizione il primo doge fu eletto nel 697, ma la sua figura è di dubbia storicità e assimilabile a quella dell'esarca Paolo, che analogamente al doge fu assassinato nel 727 in seguito a una rivolta. Padre Pietro Antonio di Venetia nella sua storia della città lagunare pubblicata nel 1688 ( Historia Serafica ovvero cronica della provincia di S. Antonio detta anco di Venetia, de Min. Oss. Riformato, divisa in cinque libri et nuovamente raccolta dall’industrioso zelo e laboriosa applicazione del p. Pietro Antonio di Venetia, minimo fra’li minori dell’istessa riforma nell’anno 1688 presso Gio. Francesco Valvansense) scrive: “Non si ritrova preciso il tempo in cui giunse quella famiglia nell'Adria, bensì, che resa già habitante delle isole, dalli principi, che accolsero Cittadini, e sostenuta con vantaggio di rilevanti ricchezze, concorse l'anno 697 alla nomina del primo Prencipe Marco Contarini, uno delli 22 Tribuni delle Isole, che ne fecero l'elettione.”Nel 726 l'imperatore Leone III tentò di estendere l'iconoclastia anche all'Esarcato di Ravenna provocando numerose rivolte in tutto il territorio. In reazione alla riforma le popolazioni locali nominarono diversi dux per sostituire i governatori bizantini e in particolare la Venetia nominò come suo doge Orso che governò la laguna per un decennio. In seguito alla morte del doge i bizantini affidarono il governo della provincia al regime dei magistri militum che durò fino al 742 quando l'imperatore concesse al popolo la nomina di un dux. I veneziani elessero per acclamazione Teodato, figlio di Orso, che decise di traslare la capitale del ducato da Heraclia a Metamauco.
La conquista longobarda di Ravenna del 751 e la successiva conquista del regno longobardo da parte dei Franchi di Carlo Magno nel 774, con la creazione dell'Impero carolingio nell'800, mutarono considerevolmente il contesto geopolitico della laguna portando i veneziani a suddividersi in due fazioni: un partito filofranco capeggiato dalla città di Equilium e un partito filobizantino con roccaforte a Heraclia. Dopo una lunga serie di schermaglie nell'805 il doge Obelerio decise di attaccare contemporaneamente entrambe le città deportando la loro popolazione nella capitale. Preso il controllo della situazione il doge pose la Venetia sotto la tutela franca, ma un blocco navale bizantino lo convinse a rinnovare la propria fedeltà all'Imperatore d'oriente. Con l'intenzione di conquistare la Venetia nell'810 l'esercito franco comandato da Pipino invase la laguna, costringendo la popolazione locale a ritirarsi a Rivoalto dando così inizio a un assedio che si concluse con l'arrivo della flotta bizantina e la ritirata dei Franchi. In seguito alla mancata conquista franca il doge Obelerio fu sostituito dal nobile filobizantino Agnello Partecipazio che nell'812 trasferì definitivamente la capitale a Rivoalto, decretando così la nascita della città di Venezia.
Con la sua elezione Agnello Partecipazio tentò di rendere ereditaria la carica ducale associando al trono un erede, il co-Dux. Il sistema portò alla carica ducale i due figli di Agnello, Giustiniano e Giovanni che fu deposto nell'836 per via della sua inadeguatezza a contrastare i pirati Narentani in Dalmazia. In seguito alla deposizione di Giovanni Partecipazio fu eletto Pietro Tradonico che con la promulgazione del Pactum Lotharii, un trattato commerciale tra Venezia e l'Impero carolingio, diede il via al lungo processo di distaccamento della provincia dall'Impero bizantino. Ucciso in seguito a una congiura, nell'864 fu eletto Orso I Partecipazio che riprese la lotta contro la pirateria riuscendo a proteggere il Dogado dagli attacchi dei saraceni e del patriarcato di Aquileia. Orso riuscì ad assegnare il ducato al primogenito Giovanni II Partecipazio che dopo aver conquistato Comacchio, città rivale di Venezia nel commercio del sale, decise di abdicare in favore di suo fratello, all'epoca patriarca di Grado, che rifiutò. Non essendoci un erede nell'887 il popolo si riunì nella Concio ed elesse per acclamazione Pietro I Candiano.
La Concio riuscì ad eleggere sei dogi fino a Pietro III Candiano che nel 958 assegnò la carica di co-Dux a suo figlio Pietro che divenne doge l'anno seguente. Per via dei suoi possedimenti fondiari Pietro IV Candiano aveva una visione politica vicina a quella del Sacro Romano Impero e di conseguenza tentò di instaurare il feudalesimo anche a Venezia provocando nel 976 una rivolta che portò all'incendio della capitale e all'uccisione del doge. Questi avvenimenti portarono il patriziato veneziano a ottenere un'influenza crescente sulle politiche del doge e i conflitti nati in seguito all'assassinio del doge si risolsero solo nel 991 con l'elezione di Pietro II Orseolo.

### I rapporti con l'Impero bizantino: XI-XII secolo

Gli scali commerciali inclusi nella crisobolla del 1082

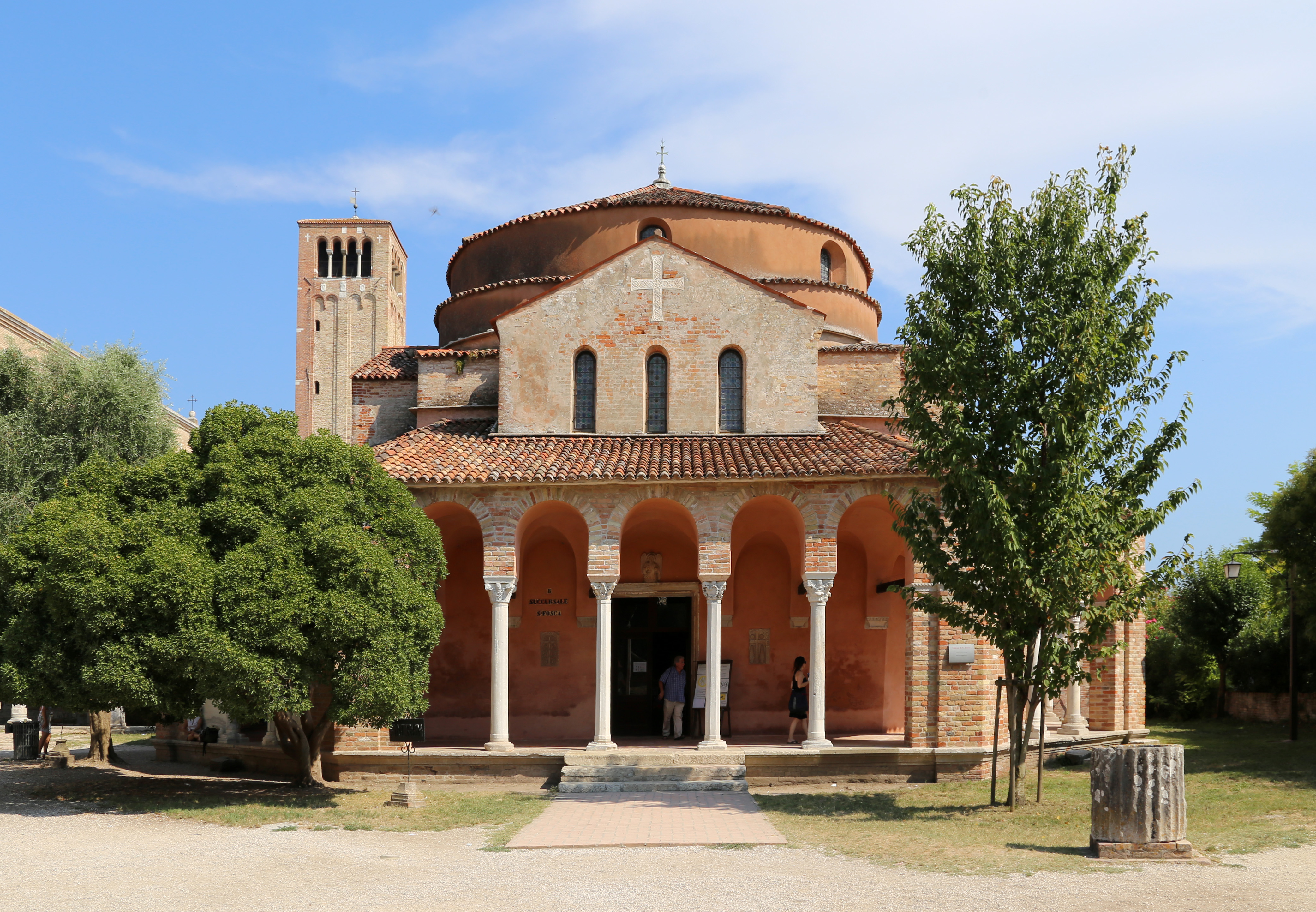
La chiesa di Santa Fosca, edificata nel XII secolo, è un chiaro esempio dell'influenza bizantina nella cultura veneziana

Pietro II Orseolo conferì un notevole impulso all'espansione commerciale veneziana stipulando nuovi privilegi commerciali con il Sacro Romano Impero e l'Impero bizantino. Oltre alla diplomazia il doge riprese la guerra contro i pirati Narentani cominciata nel IX secolo e nell'anno 1000 riuscì a sottomettere le città costiere istriane e dalmate. Il grande scisma del 1054 e lo scoppio della lotta per le investiture nel 1073 coinvolsero marginalmente la politica veneziana che invece concentrò la sua attenzione sull'arrivo dei Normanni nel sud Italia. L'occupazione normanna di Durazzo e Corfù nel 1081 spinse l'Impero bizantino a richiedere l'aiuto della flotta veneziana che con la promessa di ottenere ampi privilegi commerciali e il rimborso delle spese militari decise di prendere parte alle guerre bizantino-normanne. L'anno seguente l'imperatore Alessio I Comneno concesse a Venezia la crisobolla, un privilegio commerciale che consentiva ai mercanti veneziani consistenti esenzioni fiscali in numerosi porti bizantini e la costituzione di un quartiere veneziano a Durazzo e Costantinopoli. La guerra si concluse nel 1085 quando in seguito alla morte del condottiero Roberto il Guiscardo l'esercito normanno abbandonò le sue posizioni per tornare in Puglia.
Insediatosi nel 1118 l'imperatore Giovanni II Comneno decise di non rinnovare la crisobolla del 1082 suscitando la reazione di Venezia che nel 1122 dichiarò guerra all'Impero bizantino. La guerra terminò nel 1126 con la vittoria di Venezia che obbligò l'imperatore a stipulare un nuovo accordo caratterizzato da condizioni ancora migliori delle precedenti rendendo così l'Impero bizantino totalmente dipendente dal commercio e dalla protezione veneziana. Con l'intenzione di affievolire la crescente potenza veneziana l'imperatore fornì un consistente appoggio commerciale alle repubbliche marinare di Ancona, Genova e Pisa rendendo sempre più difficile la convivenza con Venezia ormai egemone sul Mare Adriatico tanto da ribattezzarlo "golfo di Venezia". Nel 1171 in seguito alla decisione dell'imperatore di cacciare i mercanti veneziani da Costantinopoli scoppiò una nuova guerra che si risolse con il ripristino dello status quo. Sul finire del XII secolo i traffici commerciali dei mercanti veneziani si estendevano in tutto l'oriente e potevano contare su immensi e solidi capitali.
Come nel resto d'Italia anche Venezia a partire dal XII secolo subì le trasformazioni che portarono all'età dei comuni. In questo secolo il potere del doge iniziò a diminuire: inizialmente affiancato solo da alcuni giudici, nel 1130 si decise di affiancare al suo potere il Consilium Sapientium, quello che poi diventerà il Maggior Consiglio. Nello stesso periodo, oltre all'estromissione del clero dalla vita pubblica, furono istituite nuove assemblee come la Quarantia e il Minor consiglio e nel suo discorso di insediamento il doge fu costretto a dichiarare fedeltà alla Repubblica con la promissione ducale; iniziò così a prendere forma il Commune Veneciarum, cioè l'insieme di tutte le assemblee atte a regolare il potere del doge.

### Le crociate e la rivalità con Genova: XIII-XIV secolo

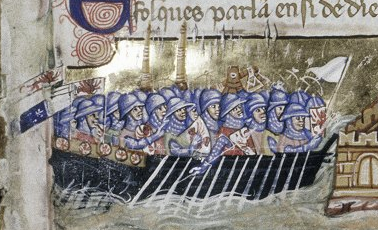
La flotta veneziana si dirige verso Costantinopoli per poi assediarla il 12 aprile 1204

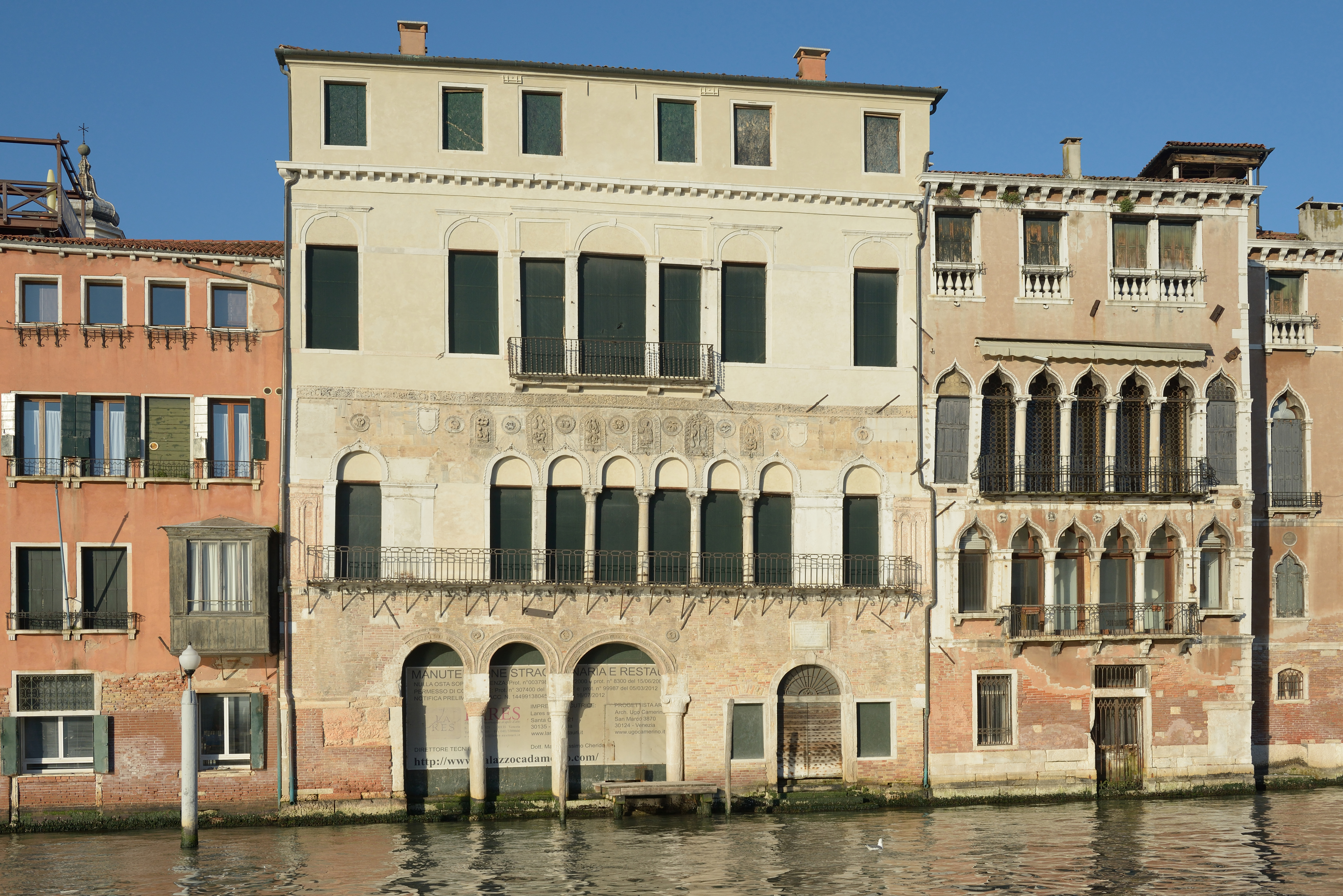
Ca' da Mosto, edificata nel XIII secolo è uno dei più antichi palazzi del patriziato veneziano

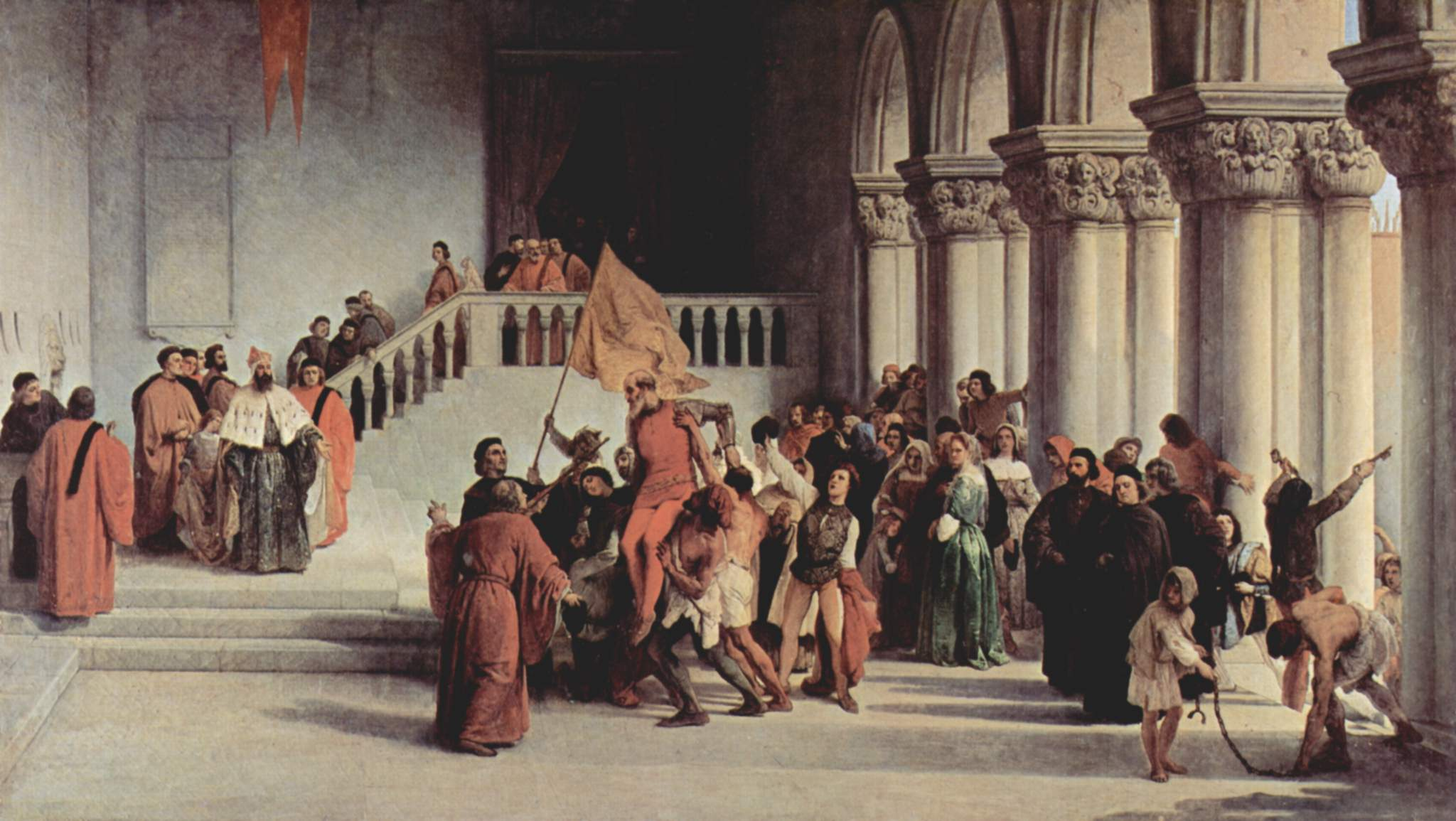
La scarcerazione di Vettor Pisani, l'ammiraglio che portò i veneziani alla vittoria nella guerra di Chioggia

Nel XII secolo Venezia decise di non partecipare alle crociate per via dei suoi interessi commerciali in oriente e si concentrò piuttosto a mantenere i suoi possedimenti in Dalmazia ripetutamente assediati dagli Ungari. La situazione mutò nel 1202 quando il doge Enrico Dandolo decise di sfruttare la spedizione della quarta crociata per concludere la guerra di Zara e l'anno seguente dopo vent'anni di conflitto Venezia conquistò la città e vinse la guerra riacquisendo il controllo della Dalmazia. La flotta crociata veneziana però non si fermò in Dalmazia, ma proseguì verso Costantinopoli per assediarla nel 1204 ponendo così fine all'Impero bizantino e rendendo formalmente Venezia uno Stato indipendente, recedendo gli ultimi legami con l'ex dominatore bizantino. L'impero fu smembrato negli stati crociati e dalla spartizione Venezia ottenne numerosi porti in Morea e diverse isole nel Mar Egeo tra cui Candia e Negroponte dando così vita allo Stato da Mar. Oltre alle conquiste territoriali il doge fu insignito del titolo di Signore di un quarto e mezzo dell'Impero Romano d'Oriente ottenendo così la facoltà di nominare il patriarca latino di Costantinopoli e la possibilità di inviare un rappresentante veneziano nel governo dell'Impero latino d'Oriente. Con la fine della quarta crociata Venezia concentrò i suoi sforzi nella conquista di Candia che impegnò intensamente l'esercito veneziano fino al 1237.
Il controllo di Venezia sulle rotte commerciali orientali si rese pressante e questo provocò una crescita dei contrasti con Genova che nel 1255 esplosero nella guerra di San Saba; il 24 giugno 1258 le due repubbliche si affrontarono nella battaglia di Acri che si concluse con la schiacciante vittoria veneziana. Nel 1261 l'Impero di Nicea con l'aiuto della Repubblica di Genova riuscì a sciogliere l'Impero latino d'Oriente e a ristabilire l'Impero bizantino. La guerra tra Genova e Venezia riprese e dopo una lunga serie di battaglie la guerra si concluse nel 1270 con la pace di Cremona. Nel 1281 Venezia sconfisse in battaglia la Repubblica di Ancona e nel 1293 scoppiò una nuova guerra tra Genova, Bisanzio e Venezia, vinta dai genovesi in seguito alla battaglia di Curzola e conclusasi nel 1299.
Nel corso della guerra a Venezia furono attuate diverse riforme amministrative, furono istituite nuove assemblee in sostituzione di quelle popolari come il Senato e nel Maggior Consiglio il potere iniziò a concentrarsi nelle mani di una decina di famiglie. Al fine di scongiurare la nascita di una signoria il doge decise di aumentare il numero dei membri del Maggior Consiglio lasciando invariato il numero delle famiglie e fu così che nel 1297 fu attuata la Serrata del Maggior Consiglio. In seguito al provvedimento il potere di alcune delle case vecchie diminuì e nel 1310, con il pretesto della sconfitta nella guerra di Ferrara, queste famiglie si organizzarono nella congiura del Tiepolo. Fallito il colpo di stato e scongiurata l'istaurazione di una signoria, il doge Pietro Gradenigo istituì il Consiglio dei Dieci a cui fu assegnato il compito di reprimere qualunque minaccia alla sicurezza dello stato.
Nell'entroterra veneto la guerra condotta da Mastino II della Scala provocò gravi perdite economiche al commercio veneziano così nel 1336 Venezia diede vita alla lega antiscaligera. L'anno successivo la coalizione si allargò ulteriormente e Padova tornò nel dominio dei Carraresi, nel 1338 Venezia conquistò Treviso, primo nucleo dello Stato da Tera, e nel 1339 siglò un trattato di pace in cui gli Scaligeri si impegnavano a non interferire nei commerci veneziani e a riconoscere la sovranità di Venezia sulla marca trevisana.
Nel 1343 Venezia prese parte alle crociate di Smirne, ma la sua partecipazione fu sospesa a causa dell'assedio di Zara da parte degli Ungari. L'espansione genovese a oriente, causa della peste del 1348, fece riaffiorare la rivalità tra le due repubbliche che nel 1350 si affrontarono nella guerra degli Stretti. In seguito alla sconfitta nella battaglia di Sapienza il doge Marino Faliero tentò di instaurare una signoria cittadina, il colpo di stato però fu sventato dal Consiglio dei Dieci che il 17 aprile 1355 condannò a morte il doge. L'instabilità politica che ne seguì convinse Luigi I d'Ungheria ad attaccare la Dalmazia che fu conquistata nel 1358 con la firma della pace di Zara. La debolezza della Repubblica spinse Candia e Trieste a rivoltarsi, ma le ribellioni furono sedate riaffermando così il dominio veneziano sullo Stato da Mar.
Le schermaglie tra veneziani e genovesi ripresero e nel 1378 le due repubbliche si affrontarono nella guerra di Chioggia. Inizialmente i Genovesi riuscirono a conquistare Chioggia e vaste zone della laguna di Venezia, ma alla fine furono i Veneziani ad avere la meglio; la guerra si concluse definitivamente l'8 agosto 1381 con la pace di Torino che sancì l'uscita dei genovesi dalla competizione per il dominio sul Mediterraneo.

### L'espansione territoriale: XV secolo

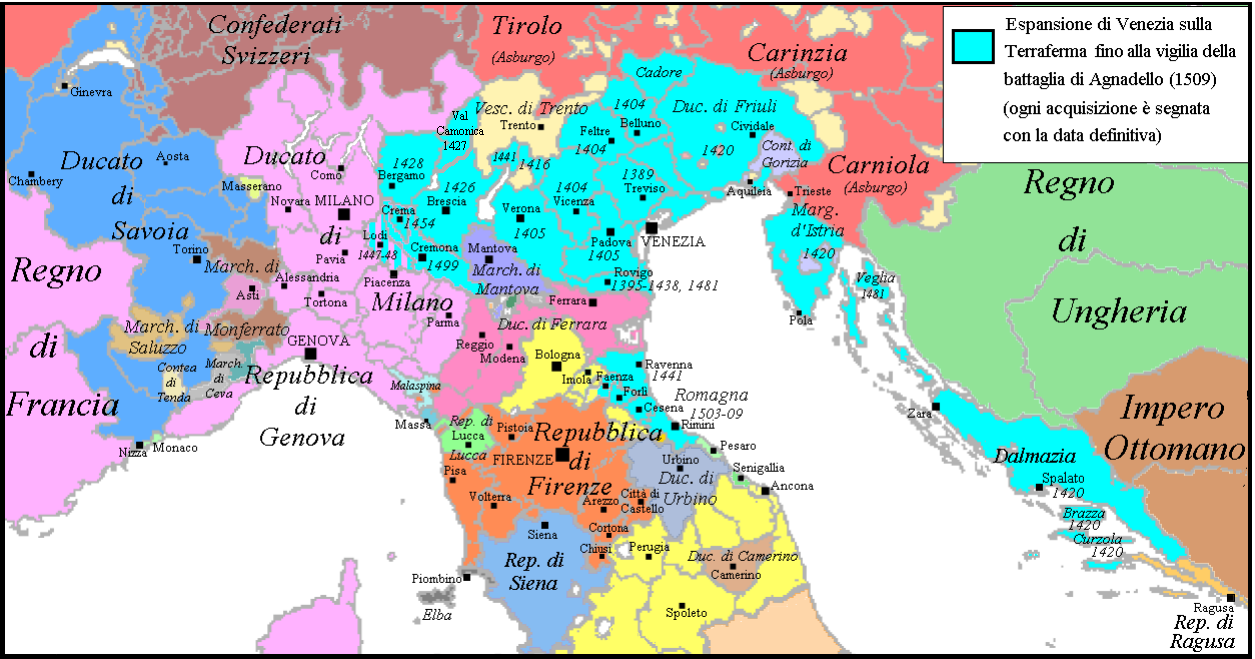
La massima espansione dei domini veneziani di Terraferma prima della battaglia di Agnadello del 1509

Con lo scoppio della guerra di successione al patriarcato di Aquileia i Carraresi riuscirono conquistare la gran parte del Veneto arrivando circondare completamente la laguna di Venezia. La minaccia carrarese indusse il doge Antonio Venier ad allearsi con il duca di Milano Gian Galeazzo Visconti che nel 1388 sconfisse le truppe carraresi obbligando Francesco I da Carrara ad abdicare in favore del figlio Francesco II che però nel 1390 riuscì a riacquisire Padova. La forte espansione milanese però iniziò a preoccupare i veneziani che dopo aver recuperato Treviso e assoggettato Padova decisero di allearsi con la Repubblica di Firenze in funzione anti-viscontea. Il 1º dicembre 1400 fu eletto doge Michele Steno che dopo aver sbaragliato la flotta genovese a Modone riuscì a conquistare nel 1405 la gran parte dell'entroterra Veneto ottenendo la dedizione di città importanti come Vicenza, Verona, Rovigo, Belluno e Padova. L'espansione veneziana preoccupò l'imperatore Sigismondo di Lussemburgo che nel 1418 si alleò con il nuovo patriarca d'Aquileia, Ludovico di Teck, in funzione anti-veneziana. Il doge Tommaso Mocenigo decise di passare all'offensiva conquistando il Friuli e il Cadore che vennero definitivamente annessi allo Stato da Tera nel 1420, anno in cui il Regno d'Ungheria restituì a Venezia la Dalmazia.
In seguito alla morte del Mocenigo il 15 aprile 1423 Francesco Foscari fu eletto doge e la sua politica espansionistica provocò l'entrata in guerra contro il Ducato di Milano. Nel 1427 la battaglia di Cremona e la battaglia di Maclodio consentirono a Venezia di spostare il proprio confine sull'Adda, conquistando le città lombarde di Bergamo, Brescia, Crema e i territori della Val Camonica. Le guerre di Lombardia proseguirono con la battaglia di Soncino e la battaglia di Delebio, entrambe vinte dai milanesi provocarono la condanna a morte per tradimento del condottiero Francesco Bussone, conte di Carmagnola. Dopo aver difeso Brescia e il lago di Garda con l'impresa delle Galeas per montes nel 1441 la pace di Cremona sancì il possesso veneziano di Peschiera, Brescia, Bergamo e parte del Cremonese, inoltre nello stesso anno la Repubblica acquistò il possesso della Romagna e di Rovereto. L'instaurazione dell'Aurea Repubblica Ambrosiana fornì l'occasione alla Repubblica di Venezia di occupare Lodi e Piacenza e il 19 aprile con la firma della pace di Lodi Milano riconobbe il confine veneziano sull'Adda. Dopo uno scandalo nel 1457 Francesco Foscari fu costretto alle dimissioni dopo oltre 34 anni di dogato, il più lungo nella storia della Repubblica di Venezia.
L'espansione dell'Impero ottomano in Grecia provocò nel 1463 la prima guerra turco-veneziana che permise a Venezia di conquistare Modone, Imbro, Taso, Samotracia e Atene grazie anche all'aiuto del principe albanese Scanderbeg. Gli iniziali successi veneziani furono fermati da Maometto II che nel 1470 assediò Negroponte conquistandola e dopo aver perso anche gran parte delle Cicladi nel 1479 Venezia firmò la pace con gli ottomani. Le pretese di Ercole I d'Este sul Polesine e la creazione di nuove saline nelle Valli di Comacchio fecero scoppiare la guerra del sale che si concluse nel 1484 con la vittoria veneziana. Nel 1489 fu annessa l'isola di Cipro, precedentemente uno stato crociato, ceduto dalla sua ultima sovrana, la veneziana Caterina Corner. In questo modo, tornando in patria e donando il proprio Regno al doge, la regina Caterina Corner gli trasmise il titolo di monarca del regno di Cipro, Gerusalemme ed Armenia ed il principe di Venezia se ne fregio’ da quel momento in poi. Nel 1495 Venezia riuscì a espellere Carlo VIII dall'Italia grazie alla battaglia di Fornovo, respingendo il primo di una serie di assalti francesi. Temporaneamente a inizio del XVI secolo furono venete pure Cremona, Forlì, Cesena, Monopoli, Bari, Barletta, Trani. Nel 1508, inoltre, il condottiero Bartolomeo d'Alviano entrò nella città di Pordenone, sottraendola agli Asburgo e conquistandola per conto della Repubblica di Venezia.
Con tale espansione i veneziani entrarono però in conflitto con lo Stato Pontificio per il controllo della Romagna. Questo portò nel 1508 alla formazione della Lega di Cambrai contro Venezia, nella quale il Papa, il Re di Francia, l'Imperatore del Sacro Romano Impero e il Re d'Aragona si unirono per distruggere Venezia. Anche se nel 1509 i francesi furono vittoriosi nella Battaglia di Agnadello, le armate della lega dovettero arrestarsi ai margini della laguna: la coalizione si ruppe ben presto, e Venezia si ritrovò salva senza aver subito gravi perdite territoriali; la flotta fu però quasi completamente distrutta nella battaglia di Polesella alla fine di quell'anno, sotto il fuoco dell'artiglieria degli Estensi.
La repubblica dovette rinunciare a esercitare la propria pressione politica sul piccolo ducato ma i confini rimasero assestati su quelli segnati alla fine della Guerra del Sale nel 1484.
Il conflitto si protrasse sino al 1516, quando Venezia, passata all'alleanza con la Francia, sconfisse le forze della Lega Santa, riprendendo il pieno possesso della Terraferma.
Col Trattato di Noyon (1516) la Serenissima perse l'alta valle del fiume Isonzo (Gastaldia di Tolmino con Plezzo e Idria) a favore della Contea di Gorizia e Gradisca, ma manteneva Monfalcone.

### Lo scontro con l'Impero Ottomano: XVI-XVIII secolo

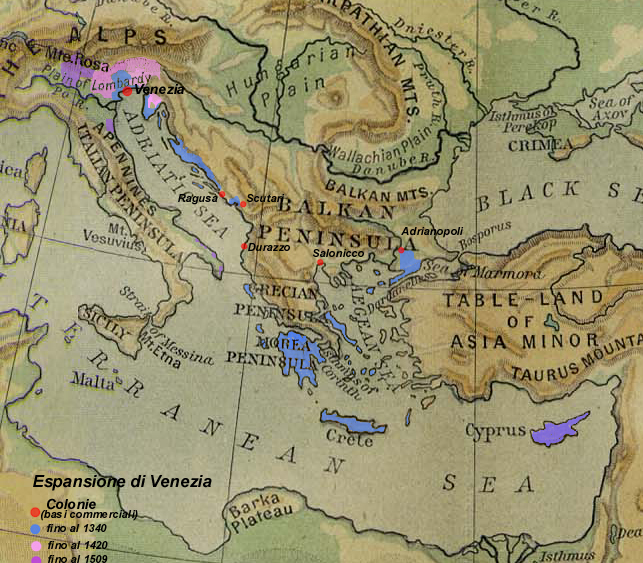
I domini di Venezia nel XVI secolo, alla loro massima estensione

Dall'inizio del XV secolo un altro pericolo minacciava la repubblica: l'espansione dell'Impero ottomano nei Balcani e nel Mediterraneo orientale. Nel secolo XVI il successore di Solimano sul trono ottomano, Selim II, riprese le ostilità nei confronti dei superstiti domini veneziani nell'oriente attaccando l'isola di Cipro, che cadde dopo una lunga ed eroica resistenza. Venezia reagì inviando una flotta nell'Egeo e allacciando rapporti con Pio V allo scopo di creare una Lega santa per sostenere lo sforzo bellico della Serenissima.
Essa, formatasi il 25 maggio del 1571, vedeva riunite le forze di Venezia, Spagna, Papato e Impero, sotto il comando di Don Giovanni d'Austria, fratello di Filippo II di Spagna. Le duecentotrentasei navi cristiane riunitesi nel golfo di Lepanto si scontrarono con le duecentottantadue navi turche comandate da Capudan Alì Pascià. Era il 7 ottobre del 1571 e la Battaglia di Lepanto, combattuta da mezzogiorno al tramonto, si risolse con la vittoria della Lega santa. Nonostante la vittoria di Lepanto, di fronte alla scarsa volontà di Filippo II di continuare ad aiutare la repubblica e alle esauste casse dello stato, prosciugate dal conflitto e dalla crisi dei commerci, Venezia fu costretta a firmare un trattato di pace e a cedere agli Ottomani l'isola di Cipro e altri possedimenti sulle coste della Morea. Quel trattato iniziava la decadenza militare e marittima della Serenissima.

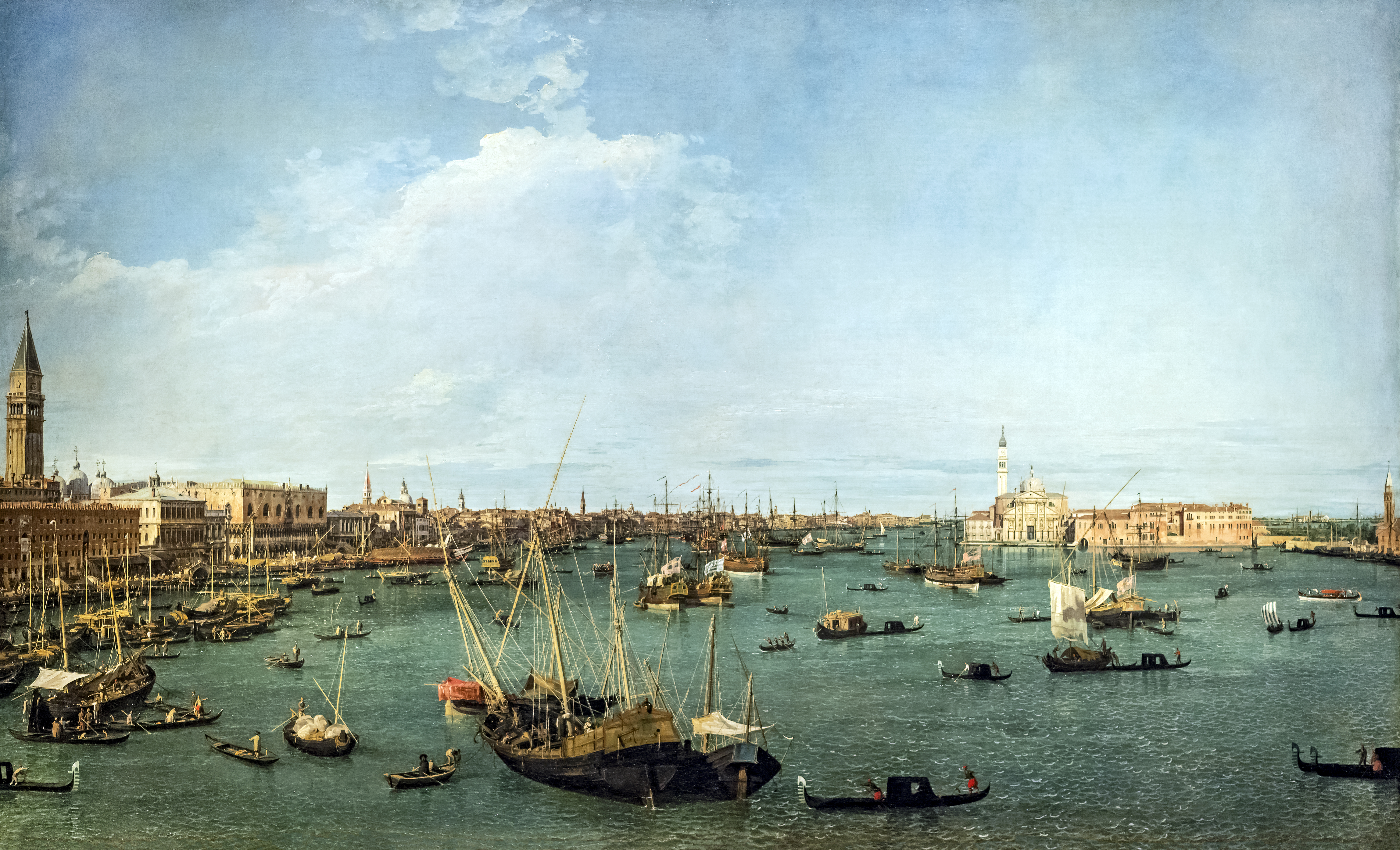
Canaletto: bacino di San Marco, 1738-1740

Nel XVII secolo, dopo un lungo conflitto (1645-1669), venne persa anche Candia, dopo un assedio durato circa 24 anni. Venezia riuscì tuttavia a riconquistare ancora nel 1684-87 l'intera Morea (l'odierno Peloponneso), grazie all'abilità del suo ultimo grande condottiero, Francesco Morosini in seguito alla pace di Carlowitz del 1699; la Morea fu però presto riconquistata dall'Impero ottomano nel 1718, a causa anche dello scarso appoggio delle popolazioni greche, che non vedevano di buon occhio i veneziani.
Con la Pace di Passarowitz del 1718, Venezia dovette cedere ai Turchi le ultime piazzeforti che ancora possedeva presso Candia e rinunciare alla Morea (l'antico possedimento del Peloponneso, perso con le campagne del 1715), ma poté conservare le Isole Ionie ed estendere i propri domini in Dalmazia.
Nel XVIII secolo la repubblica, persa progressivamente la propria potenza, si adagiò nel perseguire una politica di conservazione e neutralità. A questo si accompagnava un sempre più ridotto dinamismo del ceto politico, sempre più legato ai crescenti interessi fondiari in terraferma del patriziato veneziano. Questo, poi, subì una sempre più massiccia immissione di nuove famiglie nel corpo aristocratico, volto a sostenere l'economia dello Stato grazie al ricco pagamento fornito dai nuovi nobili all'atto dell'iscrizione al libro d'oro del patriziato e a rinsaldare i legami coi ceti dirigenti della terraferma.
Tuttavia in questo periodo la Serenissima – anche se ormai politicamente sulla via del tramonto – brillava ancora dal punto di vista del profilo culturale, basti ricordare al riguardo i nomi di Vivaldi nella musica, Goldoni nella letteratura e Tiepolo e il Canaletto nella pittura.
Non mancavano poi gli interventi militari, soprattutto contro la pirateria barbaresca, con le spedizioni del 1766 e 1778 contro Tripoli e quella più massiccia del 1786-1787, quando alla guida di Angelo Emo vennero bombardate le città di Sfax, Biserta e Tunisi.
Alla vigilia del nuovo XIX secolo, la vita pubblica veneziana venne infine agitata da travagli politici interni, provocati dalle nuove idee introdotte dalla Rivoluzione francese, cui il governo, arroccandosi su posizioni rigidamente conservatrici, non seppe fornire un'efficace reazione. Tale situazione favorì la caduta finale della repubblica, di cui non fu secondaria causa il diffuso timore da parte della classe aristocratica dello scoppio di rivolte giacobine, che in realtà non si realizzarono mai.

### Le guerre napoleoniche e la fine
Durante la campagna italiana condotta dalla Francia rivoluzionaria, la repubblica venne invasa dalle truppe francesi di Napoleone Bonaparte (1797), che occuparono la terraferma, giungendo ai margini della laguna. A seguito delle minacce francesi di entrare in città, nella seduta del 12 maggio 1797, il Doge e i magistrati deposero le insegne del comando, mentre il Maggior Consiglio abdicò e dichiarò decaduta la repubblica. Il 15 maggio 1797 il Doge abdicatario Ludovico Manin lasciò per sempre il Palazzo Ducale e il giorno dopo, 16 maggio, il potere di governo passò a una Municipalità provvisoria posta sotto il controllo del comando militare francese, nel terrore generale di rivolta suscitato dalle salve di saluto dei fedeli soldati "schiavoni" (istriani e dalmati), che obbedirono all'ordine di evacuazione impartito per evitare scontri.
Napoleone entrò così a Venezia senza quasi che fosse sparato un solo colpo, se non una salva d'artiglieria ordinata dal Forte di Sant'Andrea che distrusse la fregata francese Le Libérateur d'Italie mentre tentava di forzare l'ingresso in laguna. Poco dopo anche l'Istria e la Dalmazia, ormai caduta la madrepatria, si consegnarono ai francesi.
Le aspettative degli illuministi italiani, illusi che l'arrivo delle truppe napoleoniche avrebbe fatto trionfare anche nella penisola italiana gli ideali di libertà affermatisi oltre le Alpi con la rivoluzione francese, furono tradite da Napoleone. Nel trattato di Campoformio firmato il 17 ottobre 1797, la Francia si spartì il Nord Italia con l'Arciducato d'Austria, al quale furono assegnati Venezia e i suoi territori, decretando in tal modo la fine della repubblica di Venezia.

## Politica

Sistema governativo della Repubblica di Venezia tra il XV e il XVIII secolo

In seguito all'occupazione longobarda e alla progressiva migrazione delle popolazioni romane, nacquero nuovi insediamenti costieri in cui le assemblee locali, i comitia, eleggevano un Tribuno per reggere l'amministrazione locale, perpetuando l'uso romano avviato negli ultimi anni dell'Impero romano d'Occidente. Tra la fine del VII secolo e gli inizi dell'VIII una nuova riforma politica investì la Venetia: come le altre province bizantine d'Italia fu trasformata in ducato, a capo del quale c'era il doge. In seguito al breve regime dei magistri militum, nel 742 l'elettività ducale fu trasferita dall'Impero alle assemblee locali, sancendo così l'inizio della monarchia ducale che durò, con alterne vicende, sino all'XI secolo.
Se la prima stabile forma di coinvolgimento del patriziato nella gestione del potere si era avuta con l'istituzione della Curia ducis, a partire dal 1141 con l'inizio dell'età comunale, si avviò un inarrestabile processo di limitazione e sottrazione di potere ducale da parte della nascente aristocrazia mercantile riunita nel Maggior Consiglio, la maggior assemblea del commune Veneciarum. Nel XIII secolo l'assemblea popolare della concio fu progressivamente spogliata di tutti i suoi poteri e, analogamente alle signorie cittadine italiane, anche a Venezia il potere iniziò a concentrarsi nelle mani di un ristretto numero di famiglie. Per scongiurare la nascita di una signoria e diluire il potere delle case vecchie nel 1297 avvenne la Serrata del Maggior Consiglio, un provvedimento che aumentò il numero dei membri del Maggior Consiglio lasciando invariato il numero delle famiglie e quindi precludendo l'ingresso alla nuova nobiltà.
Tra il XIII e il XIV secolo il potere del doge si fece puramente formale e quello delle assemblee popolari nullo, anche se la concio fu formalmente abolita solamente nel 1423; questo decretò la nascita di una repubblica oligarchica e aristocratica che continuò a esistere fino alla caduta della Repubblica. L'ordinamento dello Stato era affidato a molti nobili suddivisi in numerose assemblee che generalmente rimanevano in carica per meno di un anno e si riunivano a Venezia nel Palazzo Ducale, centro politico della Repubblica.

### Ordinamento dello Stato

#### Doge

Il Doge Andrea Gritti ritratto da Tiziano

Il Doge (dal latino dux, ovvero comandante) era il capo di Stato della Repubblica di Venezia, l'incarico durava a vita e il suo nome figurava sulle monete, le bolle ducali, le sentenze giudiziarie e le lettere inviate ai governi stranieri. Il suo potere maggiore era quello di promulgare le leggi, inoltre comandava l'esercito durante i periodi di guerra e faceva eseguire a suo nome dal Sopragastaldo tutte le sentenze giudiziarie. L'elezione del Doge era decretata da un'assemblea di quarantuno elettori scelti dopo una lunga serie di elezioni e sorteggi, in modo da evitare i brogli, e una volta eletto il Doge aveva l'obbligo di pronunciare la promissione ducale, un giuramento in cui veniva promessa fedeltà alla Repubblica ed erano riconosciute le limitazioni ai propri poteri.
La Serenissima Signoria era l'assemblea di maggior dignità del sistema governativo veneziano ed era composta dal Doge, dal Minor Consiglio e dai tre capi della Quarantia Criminale. La Signoria aveva il compito fondamentale di presiedere le maggiori assemblee dello stato: il Collegio dei Savi, il Maggior Consiglio, il Senato e il Consiglio dei Dieci. I membri della Signoria inoltre avevano il potere di proporre e votare le leggi nelle assemblee presiedute e di convocare il Maggior Consiglio in ogni momento. Il Minor Consiglio era eletto dal Maggior Consiglio e si componeva di sei consiglieri eletti tre alla volta ogni otto mesi; siccome rimanevano in carica un anno, i tre consiglieri uscenti per quattro mesi svolgevano il ruolo di Consiglieri Inferiori e presiedevano la Quarantia Criminale in rappresentanza della Signoria. All'interno del Minor Consiglio veniva eletto uno dei Tre Inquisitori di Stato e in seguito alla morte del Doge eleggeva un Vice Doge e presiedeva la Repubblica con il resto della Signoria.

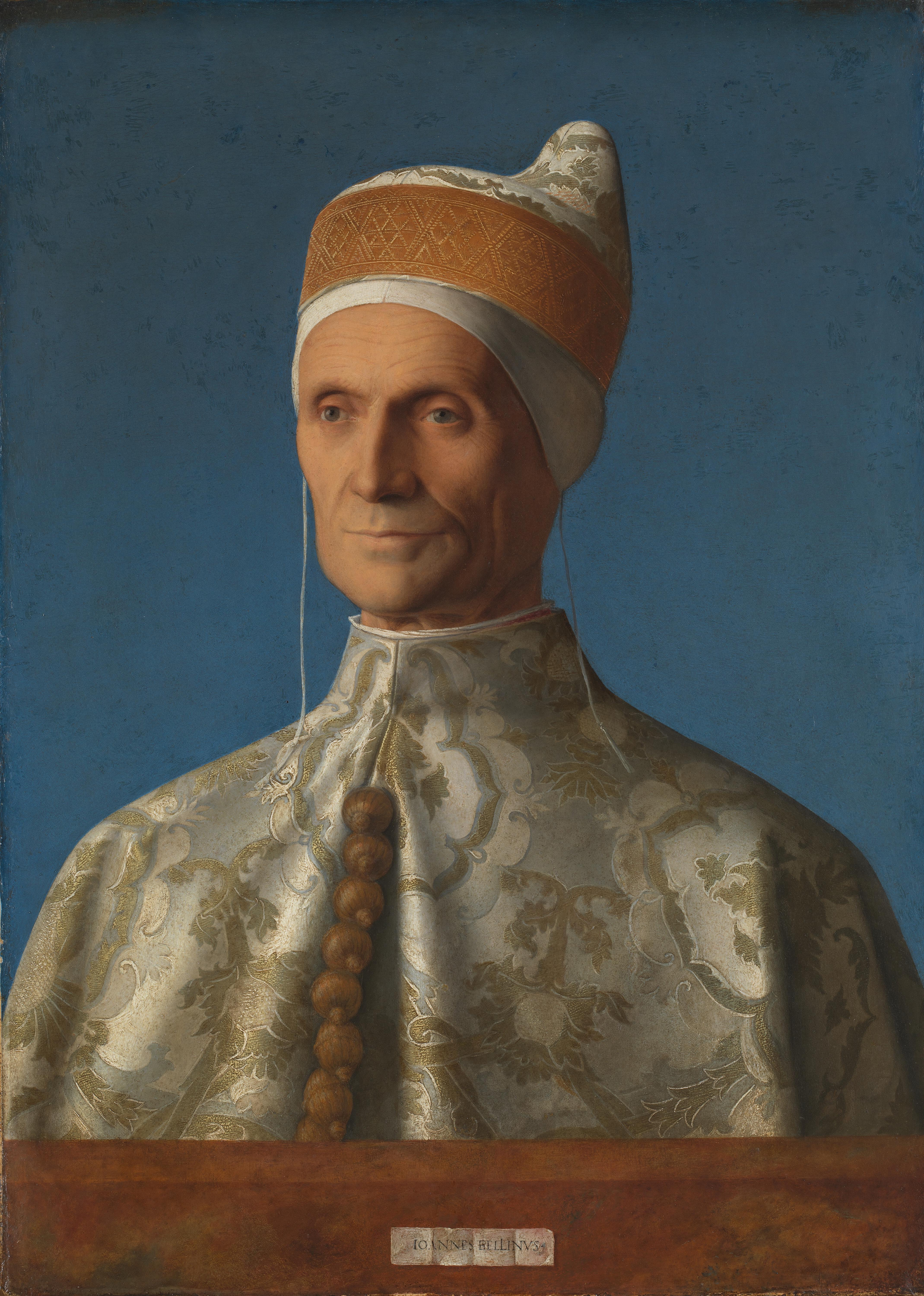
Il Doge Leonardo Loredan ritratto da Giovanni Bellini

Nel corso dei secoli, a Venezia si susseguirono 120 dogi. Tra i nomi più illustri troviamo:
- Paoluccio Anafesto, primo Doge di Venezia.
- Piero II Orseolo, colui che pose il dominio veneziano nell'Adriatico, conquistando la Dalmazia.
- Enrico Dandolo, che condusse la Repubblica di Venezia al dominio sull'Impero Bizantino, facendo nascere l'impero marittimo di Venezia.
- Marin Falier, che venne decapitato per aver tentato di fondare una Signoria.
- Francesco Foscari, che espanse i domini della Repubblica nella terraferma (il cosiddetto stato da Terra)
- Leonardo Loredan, che fece resistere Venezia contro la famosa Lega di Cambrai, la coalizzazione dei più importanti Stati europei contro Venezia.
- Francesco Morosini, che guidò Venezia nella ripresa di Morea (il Peloponneso), l'ultimo grande riscatti della Repubblica nei confronti dei Turchi.
- Ludovico Manin, l'ultimo Doge di Venezia.

#### Collegio dei Savi

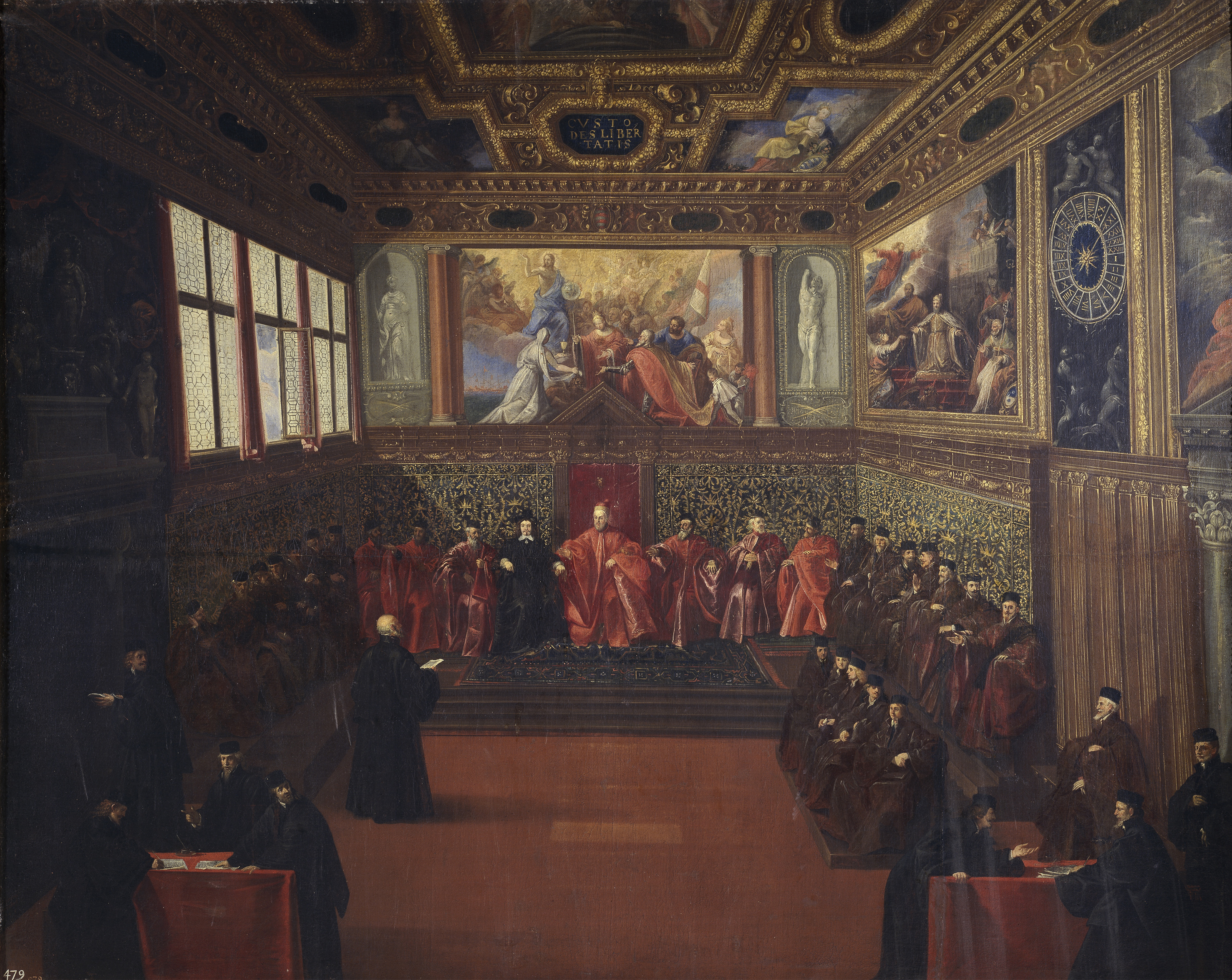
Il Pien Collegio riunito durante la visita dell'ambasciatore spagnolo

Il Collegio dei Savi era composto da tre sottocommissioni dette "mani": i Savi del Consiglio, i Savi di Terraferma e i Savi agli Ordini, costituiva il vertice del potere esecutivo, era eletto dal Senato e quando era presieduto dalla Serenissima Signoria assumeva il nome di Pien Collegio. I Savi del Consiglio erano sei e stabilivano l'agenda dei lavori del Senato mentre i Savi agli Ordini, inizialmente preposti alla gestione delle mude e della marina, persero progressivamente importanza. I Savi di Terraferma erano cinque, uno era il Savio ai Cerimoniali, uno il Savio che si occupava della spedizione delle leggi, mentre gli altri tre erano veri e propri ministri:
- Savio Cassier, analogo del ministro delle finanze, era superiore e stretto collaboratore dei camerlenghi[60];
- Savio alla Scrittura, analogo del ministro della guerra, era incaricato della gestione economica delle truppe e della giustizia militare[61];
- Savio alle Ordinanze, si occupava della gestione delle cernide, le milizie locali di difesa[61].

Il Pien Collegio aveva come funzione primaria quella di intrattenere i rapporti con gli stati esteri e con la Chiesa, accoglieva gli ambasciatori, i nunzi delle città suddite e i membri del clero.

#### Maggior Consiglio

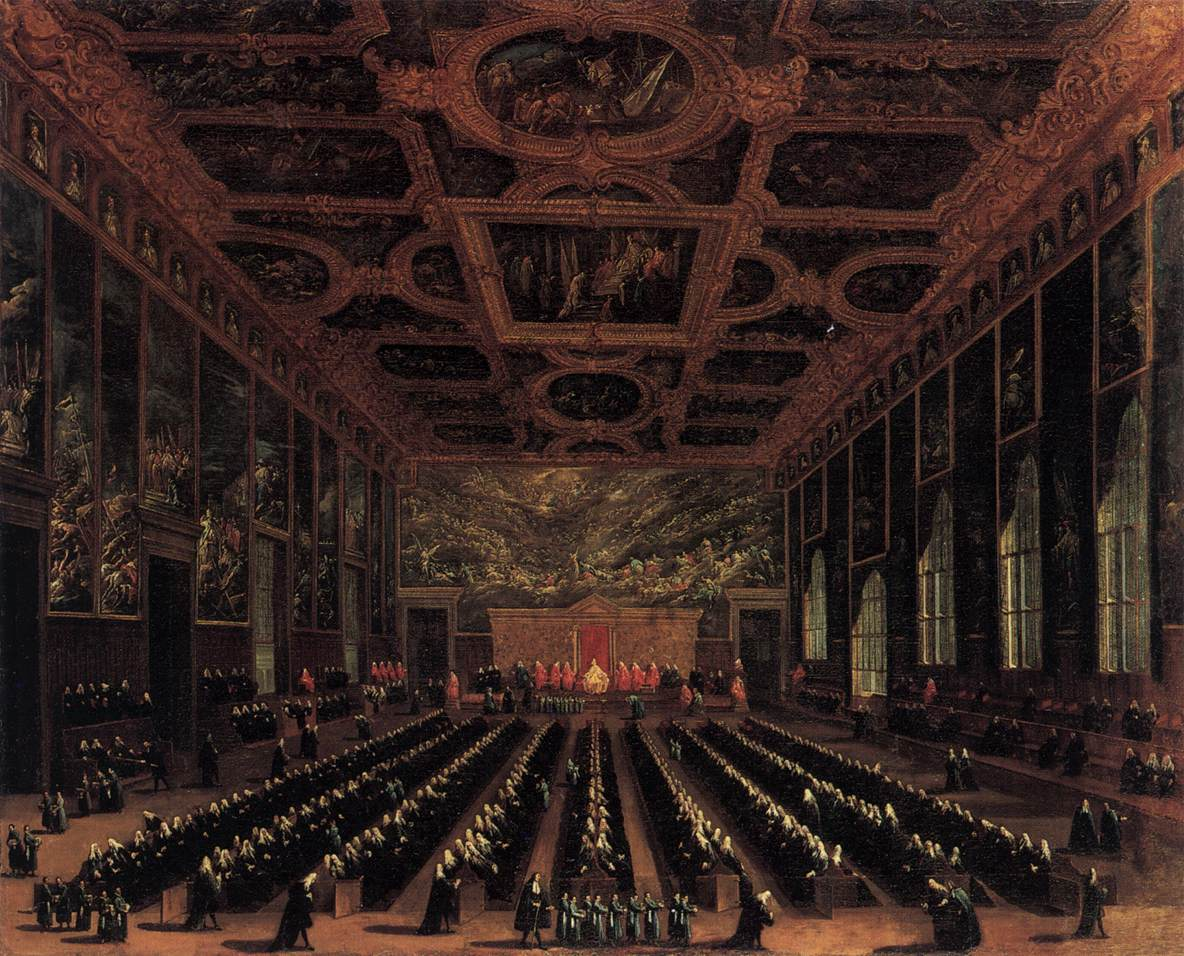
Il Maggior Consiglio riunito

Il Maggior Consiglio era costituito da tutti gli uomini nobili di almeno venticinque anni d'età iscritti nel libro d'oro e deteneva il potere legislativo ed elettivo. Inizialmente composto da circa quattrocento membri, la sua dimensione aumentò notevolmente in seguito alla Serrata del Maggior Consiglio, tanto che nel XVI secolo a una seduta parteciparono 2 095 nobili e nel 1527 gli aventi diritto a sedervi arrivarono a 2 746. A ogni membro del Maggior Consiglio era consentito di votare e proporre una nuova legge che doveva poi essere approvata dal Consiglio stesso, che si occupava anche di riformare e abrogare le leggi. Mentre il potere legislativo era comunque per la gran parte detenuto dal Senato, quello elettivo era quasi esclusivo del Maggior Consiglio. Il consiglio eleggeva ben ottantaquattro magistrature tra le quali: il Minor Consiglio, il Senato, la Quarantia, il Consiglio dei Dieci, il Cancellier Grande e l'Avogadoria de Comun oltre a tutti i capitani, i podestà, i provveditori, i camerlenghi e indirettamente il Doge.

#### Magistrature principali

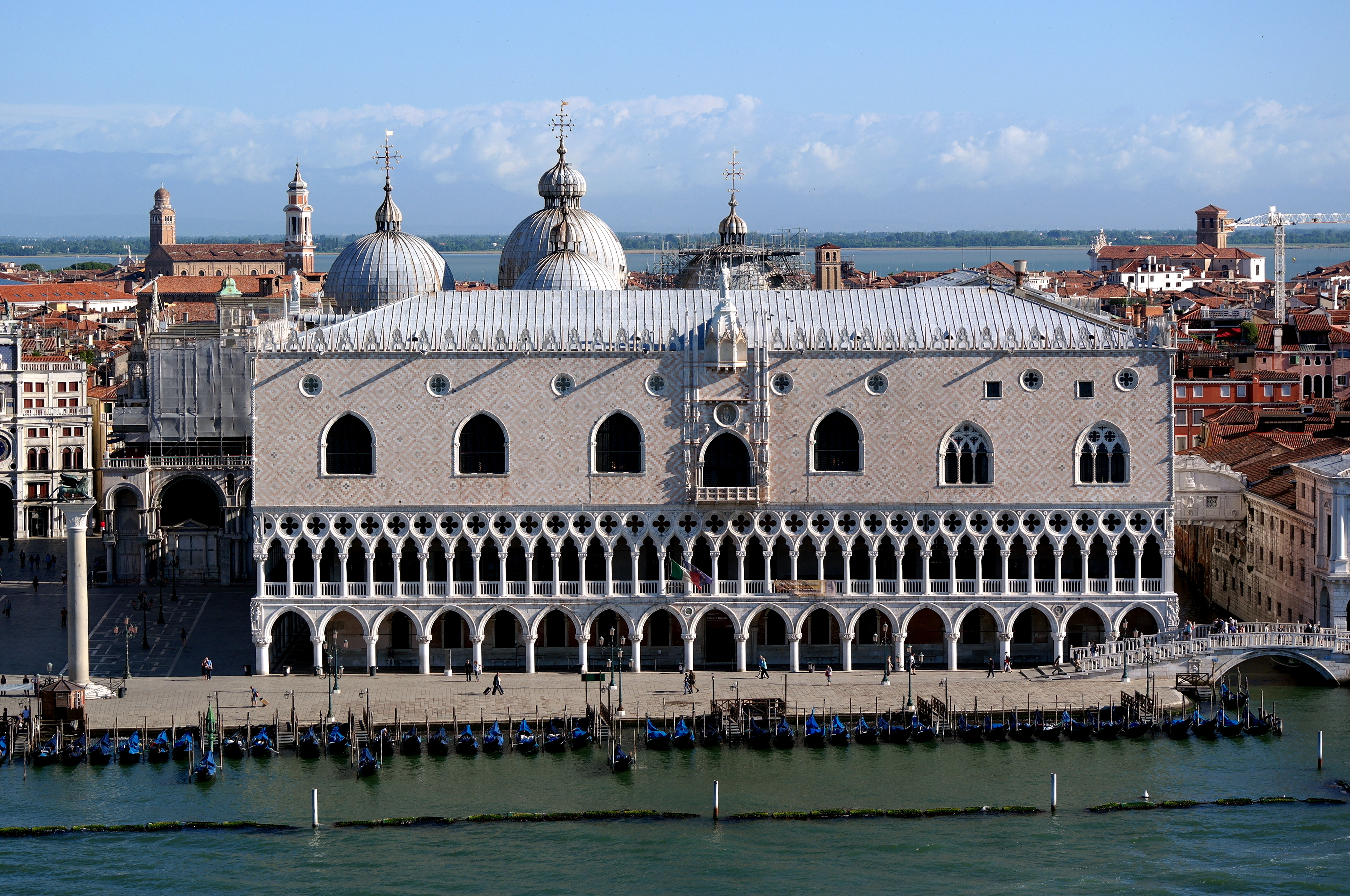
Palazzo Ducale, il luogo in cui avevano sede le assemblee e le magistrature della Repubblica

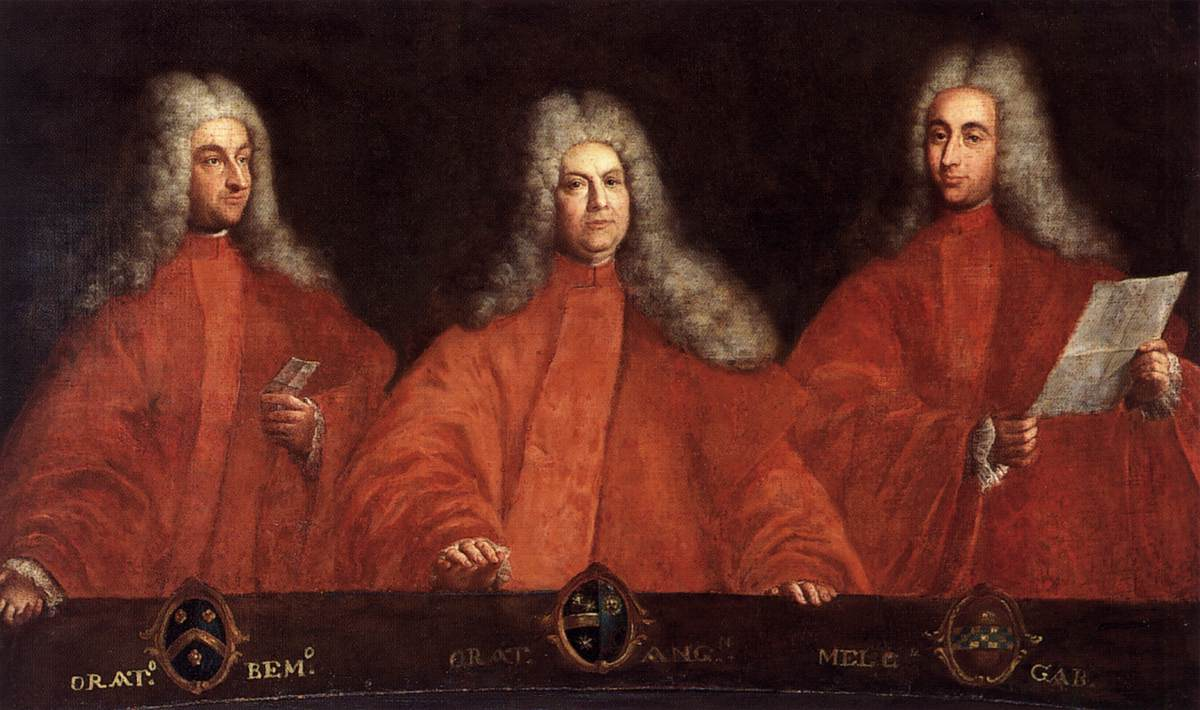
Avogadori de Comun

Senato
Noto anche come Consiglio dei Pregadi, il Senato aveva principalmente potere legislativo. Composto da circa 300 membri con più di trentacinque anni, 120 erano senatori eletti dal Maggior Consiglio (60 più 60 de zonta) a cui si aggiungevano il Consiglio dei Dieci, la Quarantia Criminal, il Collegio dei Savi e molte altre magistrature che spesso avevano esclusivamente il potere di votare o proporre le leggi. Il Senato si occupava di legiferare principalmente in politica finanziaria, commerciale ed estera.
Quarantia
Era l'organo che deteneva il massimo potere giudiziario, si suddivideva in: Quarantia Criminale, per i processi penali, Quarantia Civil Vecchia e Quarantia Civil Nuova, per i processi civili nel Dogado e nei Domini di Terraferma e in due collegi da quindici e venticinque membri per i casi di minor importanza. Ognuna delle Quarantie era composta da quaranta membri che sommati a quelli dei collegi facevano 160 membri. I giudici ruotavano partendo dai collegi per poi arrivare alla Quarantia Criminale e operavano per otto mesi in ogni assemblea, rimanendo in carica due anni e otto mesi.
Avogadoria de Comun
Analogamente al pubblico ministero odierno, l'Avogadoria de Comun rappresentava gli interessi della collettività e dello Stato. Gli avogadori rimanevano in carica sedici mesi e si occupavano anche di redigere il libro d'oro a cui erano iscritti tutti gli aventi diritto a sedere nel Maggior Consiglio.
Consiglio dei Dieci
Organo giudiziario nato in seguito della congiura del Tiepolo, era composto da dieci membri che avevano lo scopo di garantire la sicurezza della Repubblica e del suo governo attraverso qualsiasi mezzo. Il Consiglio si occupava specialmente di reati politici, il suo potere era così ampio che nel 1355 condannò a morte addirittura il doge Marino Faliero. Avendo un così ampio potere l'incarico durava solo un anno e inoltre i dieci non potevano esercitare altre funzioni pubbliche e non avevano tra loro legami di parentela. Per garantire la segretezza delle sue azioni al Consiglio era affidata una somma di denaro che amministrava autonomamente. Ad avere maggior potere all'interno dell'organo erano i Tre inquisitori di Stato, che potevano sostituirsi ai giudici ordinari e procedevano in segreto.

### Suddivisioni amministrative

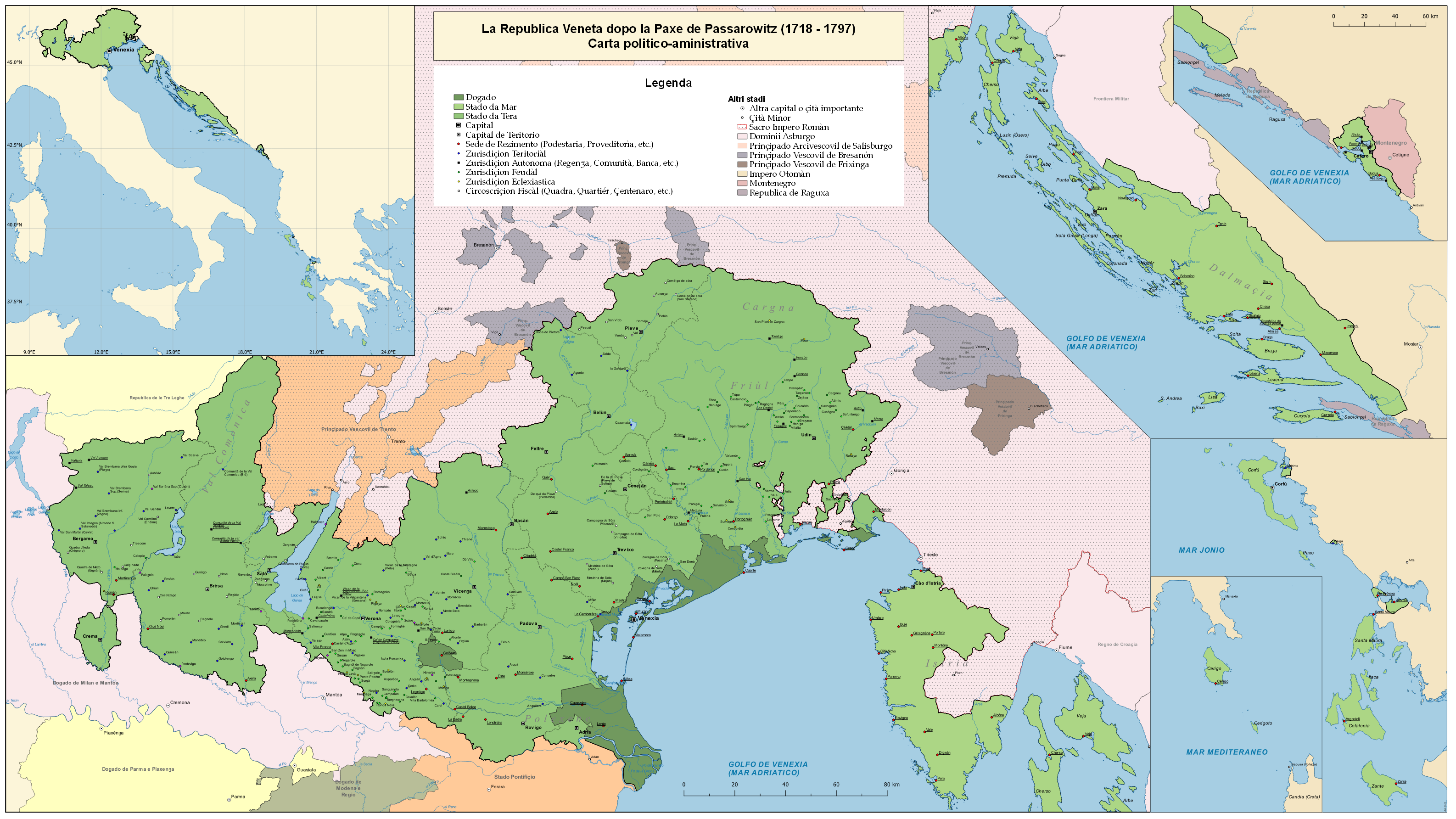
La Repubblica Veneta fra il 1718 e il 1797 con le sue suddivisioni amministrative

La suddivisione amministrativa fondamentale della Repubblica di Venezia era il reggimento, ovvero piccoli territori amministrati da un podestà, ai quali faceva capo una città. I reggimenti nacquero solo nella prima metà del XV secolo grazie al meccanismo delle dedizioni. La Repubblica richiedeva la deposizione del signore che veniva prontamente sostituito con un rettore, dopodiché degli ambasciatori della città si recavano a Venezia dove veniva definito il legame indissolubile della città con la Repubblica. Grazie a questo meccanismo la Repubblica di Venezia riuscì di fatto a incorporare molti territori.

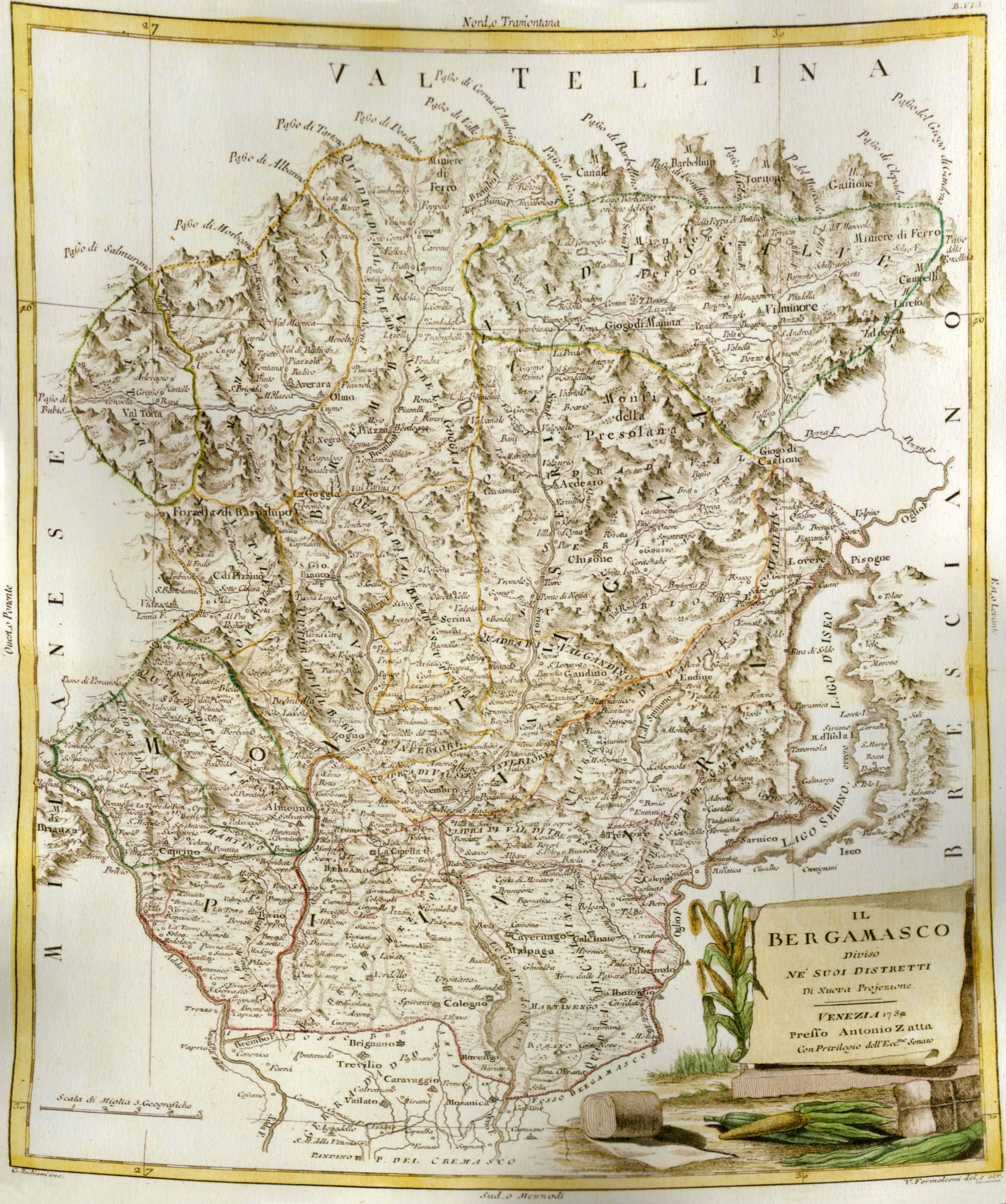
La provincia di Bergamo suddivisa nei suoi reggimenti

Per governare i reggimenti di maggiore importanza in modo imparziale ed efficace, il podestà veniva scelto tra i membri del patriziato veneziano, mentre nei reggimenti secondari spesso il rettore veniva scelto tra la nobiltà locale. Nonostante ciò le leggi e l'amministrazione variavano molto in base alle peculiarità del reggimento stesso, la Repubblica lasciava quindi molta libertà di governo ai podestà che a fine mandato, dopo al massimo quattro anni, erano però obbligati a consegnare un rendiconto sulla loro amministrazione.
Il podestà, che in base al territorio amministrato era anche chiamato rettore, bailo, conte o governatore, nei reggimenti di maggiori dimensioni era coadiuvato anche da due consiglieri e da altri amministratori. L'esercito e la polizia erano sotto il comando del Capitano mentre i confini erano supervisionati dai Castellani, i Cancellieri amministravano la giustizia mentre la finanza era gestita dai Camerlenghi. Al di sopra dei podestà agivano i provveditori generali che oltre ad avere il potere di scegliere i rettori in caso di pericolo, erano normalmente impegnati a vigilare sui podestà inviando supervisori detti sindici inquisitori.
I reggimenti andavano infine a costituire tre regioni amministrative:
Dogado
Il Dogado era il territorio originario della Repubblica, comprendeva Venezia e la sua laguna che era suddivisa in nove distretti. Ogni distretto era governato da un patrizio con il titolo di podestà e le città distrettuali erano: Caorle, Torcello, Murano, Malamocco, Chioggia, Loreo, Cavarzere e Gambarare, mentre la città di Grado era amministrata da un conte. Inizialmente esteso lungo tutta la costa veneziana da Grado a Cavarzere spostò progressivamente il suo confine meridionale fino a Goro, lungo il delta del Po; l'estensione in terraferma si limitava tra i 7 e i 19 km.
Stato da Mar
I Domini del Mare, detti in lingua veneta Stato da Mar, erano costituiti dai territori oltremare conquistati dalla Repubblica di Venezia. I reggimenti dei Domini del Mare facevano capo al Provveditore Generale da Mar che viveva sull'isola di Corfù. Nel corso della loro espansione i Veneziani costituirono in tutto il Mediterraneo Orientale una serie di domini che andavano dall'Istria alla Dalmazia includendo anche l'Albania e le isole Ionie. Più a oriente la Repubblica conquistò buona parte della Grecia, in particolare le Cicladi, il Peloponneso e il Negroponte, oltre alle grandi isole di Creta e Cipro. Oltre ai territori direttamente dominati dalla Serenissima, nello Stato da Mar erano anche incluse diverse signorie feudali governate dalle maggiori famiglie nobili dell'epoca. Queste signorie corrispondevano alle varie isole Egee, ma furono anche instaurate ad Atene e Gallipoli.
Stato da Tera
I Domini di Terraferma, detti in lingua veneta Stato da Tera, erano costituiti dai territori dell'Italia settentrionale conquistati dalla Repubblica di Venezia, dove in caso di guerra il comando degli eserciti era assunto dal Provveditore generale alle armi. I principali possedimenti di terraferma furono i territori del Padovano, della Marca, del Vicentino, del Veronese, del Bresciano, del Bergamasco, del Cremonese, del Friuli, del Polesine e del Cadore.

### Forze armate e pubblica sicurezza

#### Marina

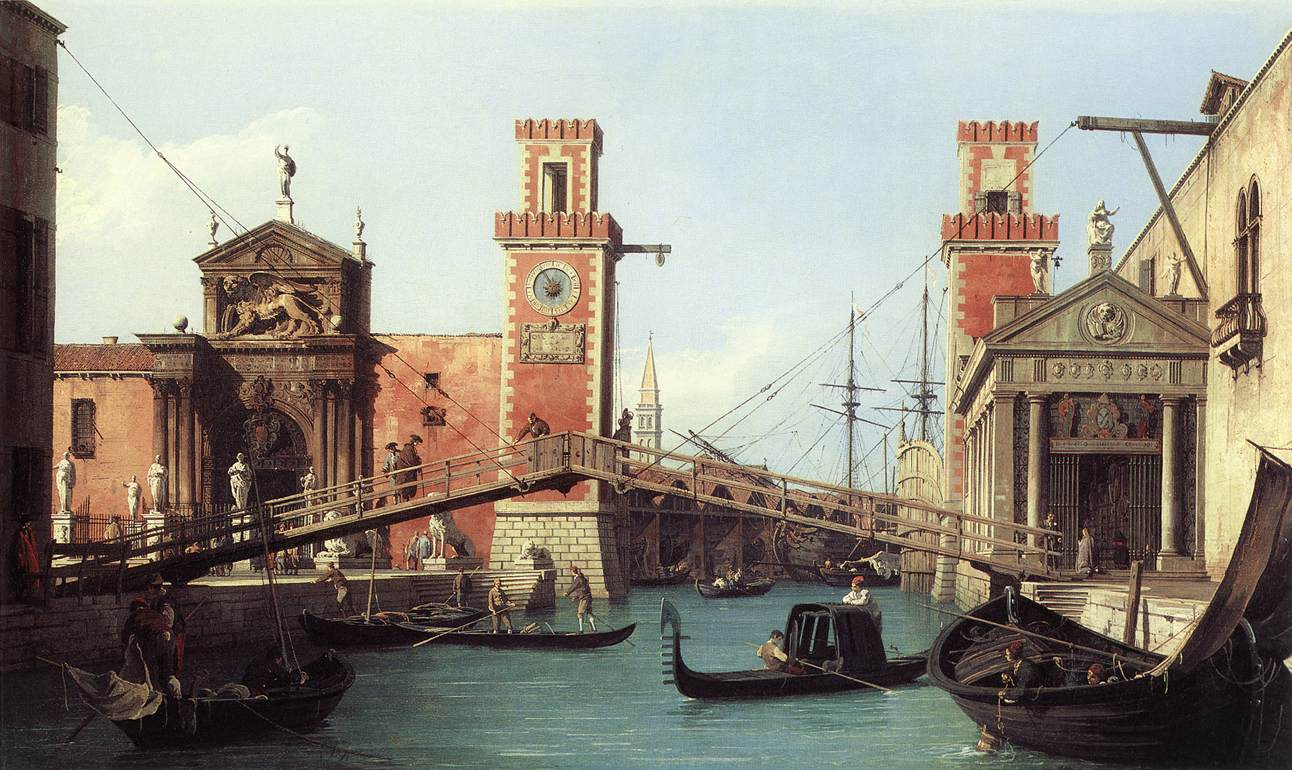
L'Arsenale di Venezia nel 1732 rappresentato da Canaletto

La marina fu per secoli la principale forza armata della Repubblica, almeno fino al XV secolo quando fu affiancata anche da un esercito di terraferma. La flotta era amministrata dal Magistrato alla Milizia da Mar, una sorta di ministero composto da diverse magistrature che si suddividevano i compiti di governare l'approntamento della flotta, delle armi e degli equipaggi. L'approntamento della flotta era amministrato dai provveditori dell'Arsenale di Venezia, la struttura cardine della marina veneziana. In questo esteso complesso di officine e cantieri la navi venivano costruite e armate. L'Arsenale inoltre conteneva diverse scuole in cui il personale veniva formato, anche con l'ausilio di maestranze francesi e inglesi, in modo da rendere più efficiente e di maggior qualità la costruzione delle navi e dei navigli. L'allestimento della flotta era deciso dai provveditori all'armamento che provvedevano al mantenimento delle navi in disarmo e all'assegnazione dei soldati e dei vogatori. Le operazioni di reclutamento dei marinai invece venivano effettuate dai Presidenti alla Milizia da Mar, che in seguito dalla guerra di Candia iniziarono a reclutare personale dall'estero e non solo dal territorio della Repubblica.

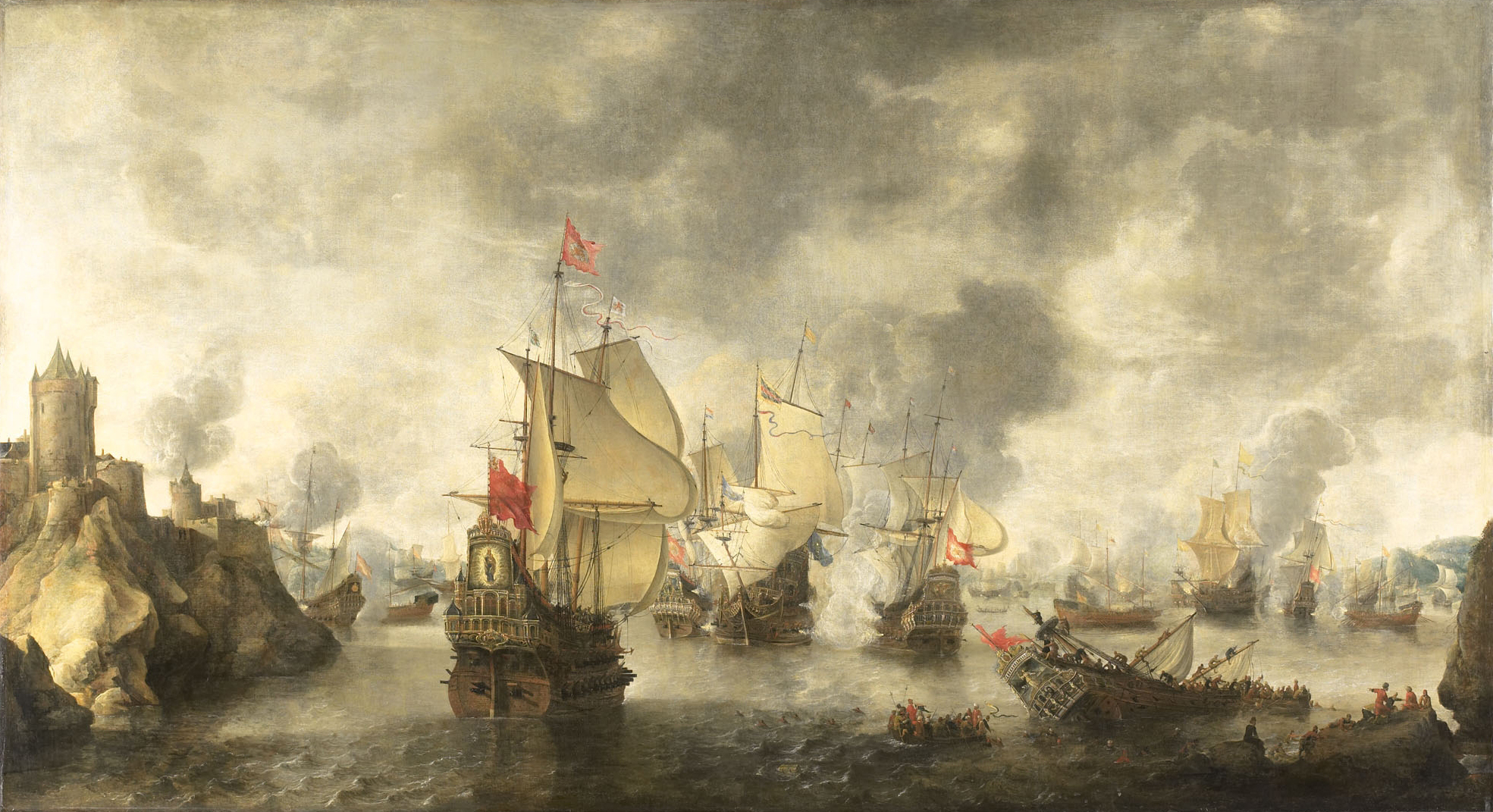
La marina veneziana combatte contro la flotta turca nel 1649 durante la battaglia di Focea

La flotta dislocata nello Stato da Mar era gestita dal Provveditore Generale da Mar, risiedeva a Corfù e nei domini d'oltremare era anche a capo dell'esercito e dell'amministrazione. In tempo di guerra il comando passava al capitano generale da mar, che veniva subito eletto e che aveva poteri più estesi del provveditore generale. La flotta si divideva in armata sottile e armata grossa. L'armata sottile era composta da galere e galeazze e gli ammiragli al comando, tutti patrizi, avevano differenti gradi di specializzazione, ad esempio vi erano quelli preposti alla navigazione di fiumi e nei laghi, quelli dediti alla guerra contro la pirateria e quelli dedicati alla vigilanza delle isole. L'armata grossa, composta da navi da guerra, era gestita in tempo di guerra dal Commissario in Armata e il comando delle navi era assegnato agli ufficiali di marina che non appartenevano al patriziato Veneto. Fino alla fine del XVI secolo l'armata grossa fu usata anche per la difesa delle navi commerciali.

#### Esercito

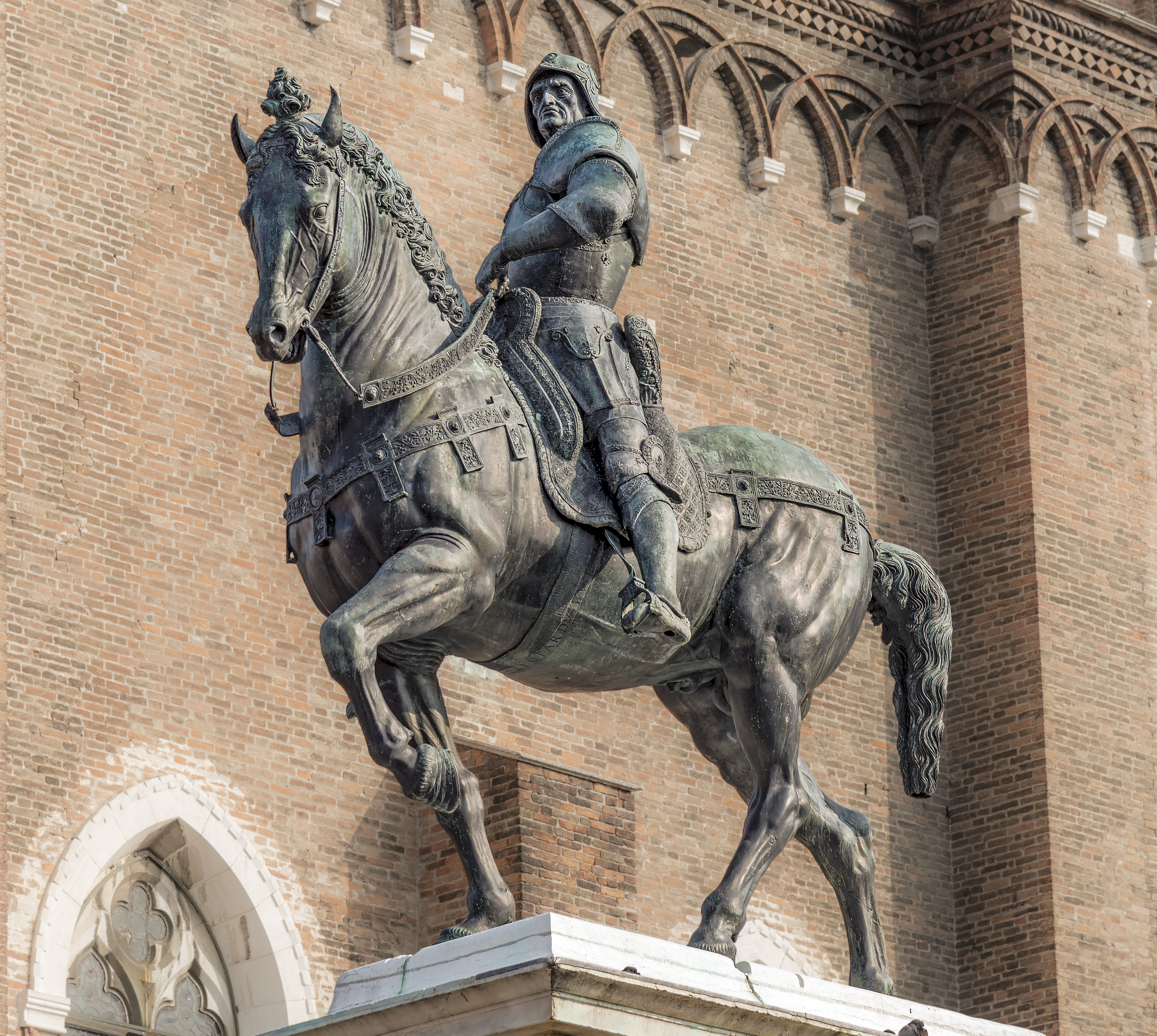
Verrocchio, Monumento equestre a Bartolomeo Colleoni, Campo Santi Giovanni e Paolo a Venezia

Nel XV secolo l'espansione e la conquista della terraferma resero necessario il ricorso a compagnie di ventura e mercenari per potersi dotare di forze terrestri. L'organizzazione delle truppe e dei mercenari era gestita da un insieme di provveditori che erano coordinati dagli Inquisitori sopra i ruoli, presieduti dai Savi di Terraferma, si preoccupavano di rendicontare e di gestire le truppe e il loro equipaggiamento. Nel XVI secolo si procedette alla costituzione delle cernide, milizie territoriali gestite dal Rettore del reggimento e composte da un centinaio di uomini dedite alla difesa dei possedimenti terrestri e marittimi, dove assumevano il nome di "craine"; erano gestite dal Savio agli Ordini. In tempo di guerra le armate erano coordinate dal Capitano Generale di Terraferma, solitamente un mercenario esperto che veniva affiancato dal Provveditore Generale e che prendeva ordini dal Savio alla Scrittura, ovvero il ministro della guerra.

#### Polizia
L'ordine della città di Venezia era gestito da un corpo di polizia coordinato dai sei Signori della Notte che avevano il potere di arrestare i criminali sia di giorno sia di notte. Oltre ai Signori della Notte pattugliavano le strade anche i capi contrada. L'ordine però era gestito anche da uno svariato numero di provveditori. I crimini come lo stupro e la bestemmia erano regolati dagli esecutori alla bestemmia che si occupavano anche del controllo dei bordelli, i provveditori alle pompe invece controllavano gli eccessi dei nobili mentre i magistrati alla sanità, la salubrità dei locali pubblici. La Giustizia nuova controllava le truffe e i Censori la corruzione tra le cariche pubbliche. Per questioni politiche e di natura più interna la Repubblica talvolta ricorreva anche all'uso dei sicari e disponeva di una rete di spie assimilabile ai moderni servizi segreti.

### Ordinamento scolastico

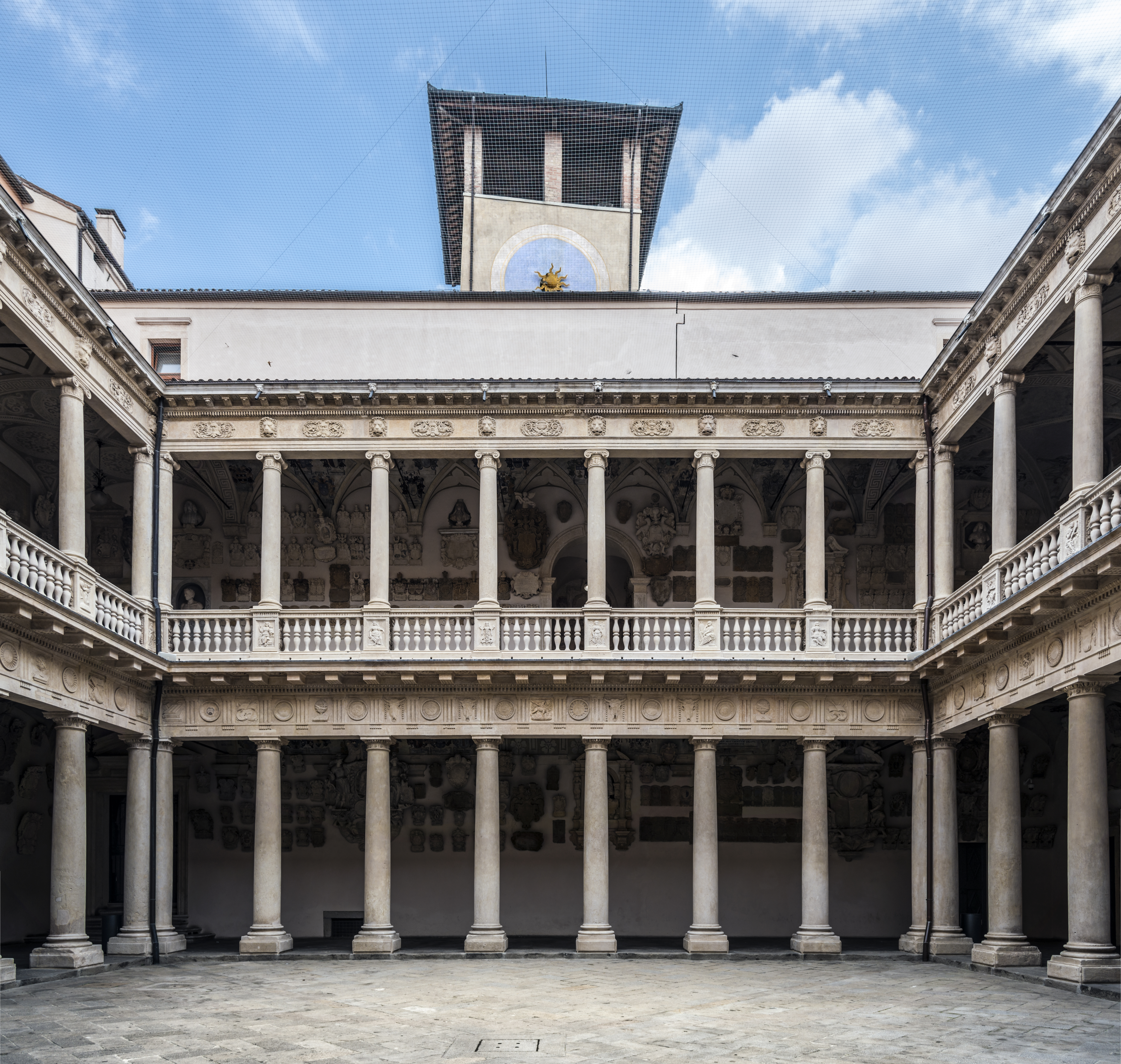
Cortile vecchio di palazzo Bo, sede dell'Università di Padova

Prima dello splendore commerciale del XIV secolo l'istruzione alla classe aristocratica era gestita unicamente dalle famiglie (o dai Procuratori di San Marco in caso di esecuzione del testamento del genitore defunto) che assumevano dei precettori, generalmente uomini del clero. Una parte fondamentale dell'istruzione elementare era costituita dall'insegnamento della lettura, della grammatica, della morale e della filosofia attraverso la lettura di numerosi testi, tra cui i Disticha Catonis e il Doctrinale Puerorum.
Con l'inizio del XIV secolo l'insegnamento ecclesiastico ebbe una contrazione portando all'aumento dei maestri laici e causando un progressivo aumento del costo dell'istruzione. Venezia divenne un forte richiamo per gli insegnanti che iniziarono ad affluire da tutta Europa, in particolare dalla Germania. In quest'epoca l'istruzione era prevalentemente privata; i maestri per integrare il salario solitamente esercitavano anche la professione notarile, oppure erano membri della cancelleria statale. La qualità dell'istruzione generalmente era quella fondamentale per esercitare la mercatura, era quindi necessario imparare a scrivere e a far di conto, in particolare venivano insegnate le operazioni contabili come l'uso della partita doppia.
Con la diffusione dei maestri laici e l'inizio del Rinascimento lo Stato iniziò a normare il settore dando avvio alla scuola pubblica in cui gli insegnanti erano dipendenti statali a cui solitamente, oltre al salario, erano concessi anche vitto e alloggio e in cui le rette avevano prezzi differenti in base al grado di istruzione. Per via della vocazione mercantile di Venezia lo studio delle discipline umanistiche generalmente era ostacolato, in favore degli studi economici, condizione che comunque mutò progressivamente. L'istruzione di alto livello generalmente era elargita nell'entroterra veneto, in particolare all'Università di Padova o nelle strutture del trevigiano. Dall'Università di Padova inoltre veniva gestito l'ordinamento scolastico di tutta la Repubblica grazie all'intervento di tre rettori scelti tra i nobili più eruditi della Repubblica. Successivamente si diffusero un gran numero di scuole pubbliche sempre più specifiche come l'accademia dei nobili alla Giudecca e l'accademia militare di Verona e si moltiplicarono gli istituti scientifici e letterari, come la biblioteca Marciana. Gli istituti scolastici erano diffusi anche nello Stato da Mar, in particolare a Palmanova, a Raspo o a Pisino ed era anche considerata l'educazione femminile.

### Simboli

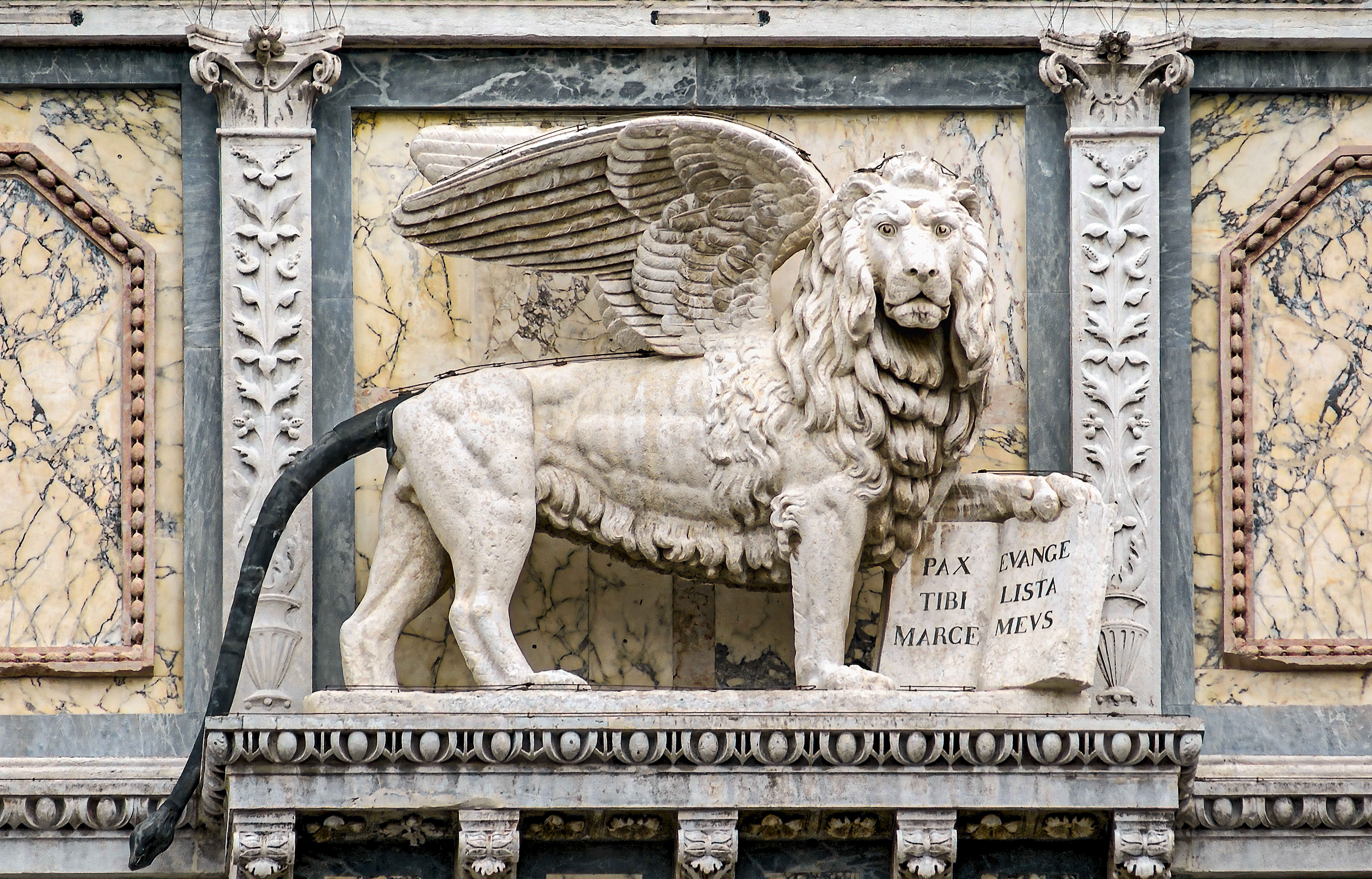
Leone di San Marco presente sulla facciata della Scuola Grande di San Marco

Fin dal trafugamento del corpo dell'Evangelista da Alessandria d'Egitto nell'828 e il suo arrivo a Venezia, lo Stato lagunare costituì uno speciale e particolarissimo rapporto con il proprio patrono. Questo legame, causato dalla particolare importanza della reliquia e soprattutto dal particolare legame esistente tra il Santo e le Chiese dell'Italia nord-orientale che alla sua predicazione facevano risalire la propria origine, portò a far considerare il santo patrono come custode della sovranità dello Stato, assurgendone a simbolo. La repubblica amava così farsi chiamare Repubblica di San Marco e le sue terre furono di frequente note come Terre di San Marco.
Il leone alato, simbolo dell'Evangelista, compariva così nelle sue bandiere, negli stemmi e nei sigilli, mentre gli stessi Dogi erano raffigurati nell'incoronazione inginocchiati, nell'atto di ricevere dal Santo il gonfalone.
"Viva san Marco!" fu il grido di battaglia della repubblica di Venezia, utilizzato fino alla sua dissoluzione nel 1797 a seguito della campagna italiana di Napoleone, e nella rinata repubblica retta da Daniele Manin e Niccolò Tommaseo. Il grido "San Marco!" viene utilizzato dal personale militare del Reggimento lagunari "Serenissima" in ogni attività o cerimonia ufficiale, poiché gli odierni lagunari dell'esercito italiano hanno ereditato le tradizioni dei "Fanti da Mar" della Serenissima.
L'unico ordine equestre della Repubblica era l'ordine di San Marco o del Doge.

## Società

### Classi sociali
A partire dal XIII secolo la società veneziana distinse in modo ben definito due classi sociali:
Patrizi
L'aristocrazia veneziana era una categoria sociale relativamente aperta: i primi erano i diretti discendenti dei primi tribuni e dei loro magistrati, ai quali si aggiunsero le famiglie che parteciparono attivamente e soprattutto economicamente alla guerra di Chioggia, alla guerra di Candia e alla guerra di Morea. Nel 1774 furono aggiunti al libro d'oro anche tutte quelle case nobili dei Domini di Terraferma. Il libro d'oro era gestito dagli Avogadori de Comun e conteneva l'elenco di tutte le nascite e le nozze del patriziato. L'aristocrazia non era solo una classe di privilegiati, ma anche di servitori professionisti dello Stato, venivano tutti educati, i più ricchi nell'università di Padova mentre la nobiltà impoverita gratuitamente alla Giudecca. Per impedire il concentrarsi del potere in poche mani, garantire un certo ricambio e consentire al maggior numero di aristocratici di avere un impiego, tutte queste cariche erano di breve durata, spesso di un solo anno e spesso erano mal pagate. Ai nobili non era concesso avere relazioni con i forestieri, uscire dai confini della Repubblica, chiedere grazie e distribuire denaro; la nobiltà si manteneva anche dopo accuse giudiziarie e tradimento verso la patria.
Cittadini
La cittadinanza veneziana era di tre tipi:
- Cittadini originarii: nativi di Venezia o da famiglie veneziane fino al terzo grado godevano della piena cittadinanza, esclusi gli ebrei. Ai cittadini originari era concesso anche assumere cariche pubbliche, potendo diventare: cancellieri, segretari, avvocati e notai. Inoltre i cittadini si aggregavano in scholae, confraternite religiose o di mestiere che prestavano mutuo soccorso a tutti gli appartenenti e permettevano di porre delle regole ai vari mestieri che si svolgevano a Venezia.
- Cittadini de intra: i nuovi arrivati per merito godevano della piena cittadinanza e della garanzia dello Stato dentro i confini, era infatti concesso loro di svolgere alcuni mestieri interni alla città.
- Cittadini de extra: anche questa era una cittadinanza concessa per merito, ma era piena infatti permetteva anche di navigare e commerciare come cittadino di Venezia.

### Ebrei

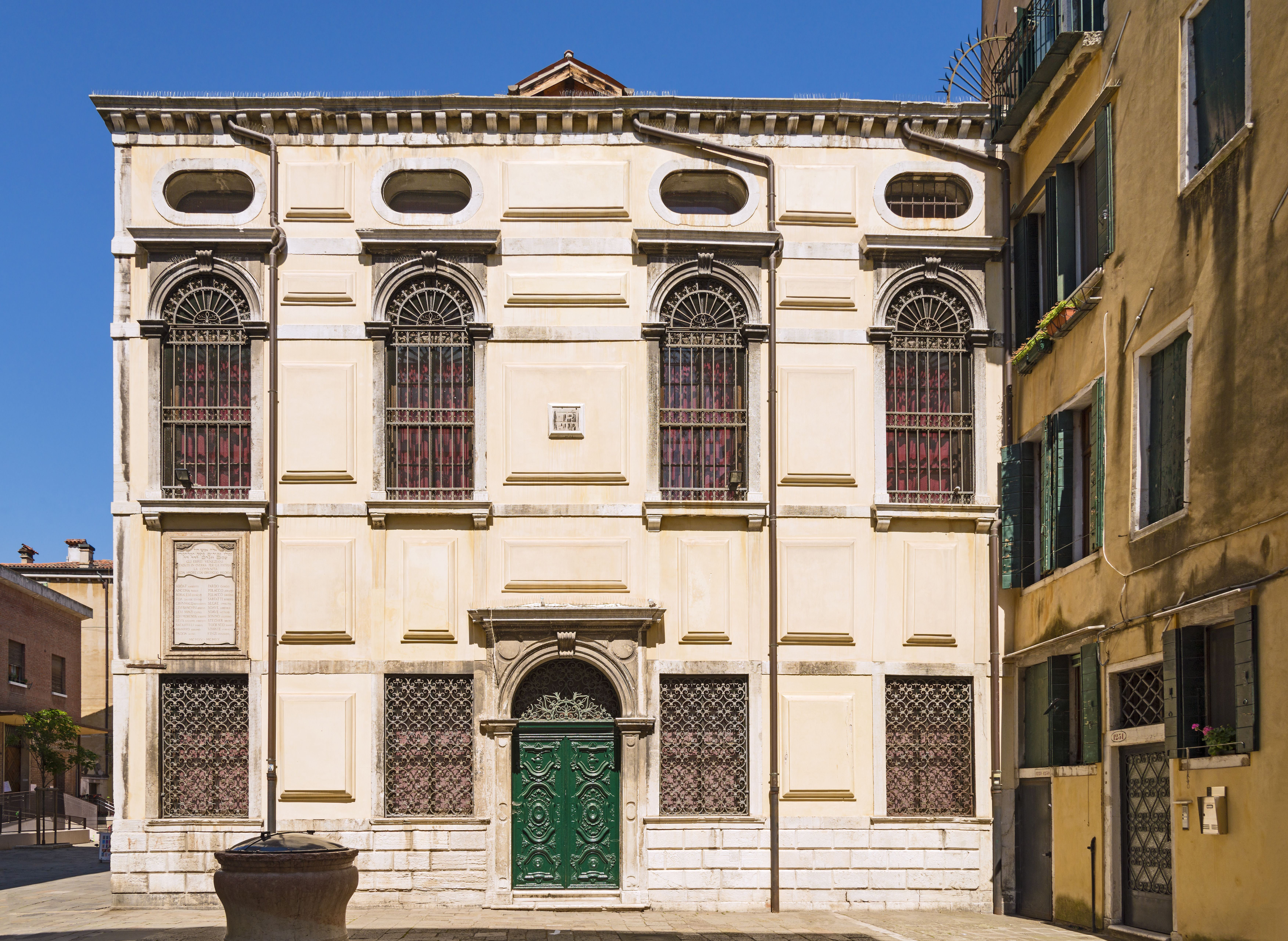
La Scola Levantina

La prima testimonianza della presenza ebraica a Venezia risale al 932; nel XII secolo la comunità contava circa mille membri ed era stabilita a Mestre, e non nella Giudecca come si è creduto per lungo tempo. Ogni giorno gli ebrei partivano da Mestre e si recavano a Venezia, in particolare nei sestieri di San Marco e a Rialto dove era concesso loro lavorare; qui trafficavano merci e concedevano prestiti di denaro, mentre alcuni svolgevano la professione medica. Il lavoro dell'usura era necessario per il funzionamento delle attività imprenditoriali della città e pertanto, nonostante non avessero la cittadinanza e non fosse concesso loro viverci o comprare casa, gli ebrei erano ammessi nella capitale con permessi che venivano rinnovati ogni cinque o dieci anni. Con un decreto del 22 maggio 1298 si pose un limite del tasso di interesse sui prestiti, che fu fissato tra il 10% e il 12% e contemporaneamente fu imposta una tassa del 5% sui traffici commerciali.

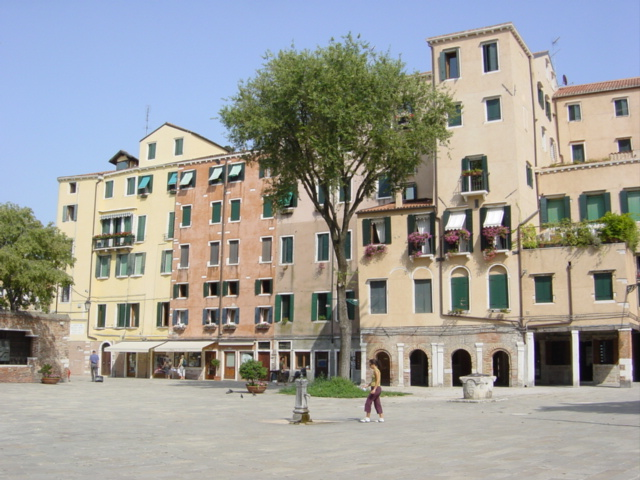
Il ghetto di Venezia

Nel 1385 fu concesso per la prima volta a un gruppo di prestatori ebrei di vivere in laguna. Il 25 settembre 1386 richiesero e ottennero di acquistare una parte del terreno del monastero di San Nicolò al Lido per seppellire i propri defunti, originando il cimitero ebraico di Venezia, tuttora funzionante. Verso la fine del XIV secolo le restrizioni verso gli ebrei aumentarono e fu consentito loro di soggiornare in città solamente due settimane; inoltre furono obbligati a portare un cerchio giallo come segno distintivo, che nel XVI secolo si trasformò in un drappo rosso.
Dopo la sconfitta di Agnadello per opera della Lega di Cambrai molti erano ebrei provenienti da Vicenza e Conegliano si rifugiarono in laguna rendendo difficile la coesistenza con i cristiani. A seguito delle tensioni sociali, il 29 marzo 1516 fu istituito il ghetto di Venezia dove prima sorgevano le fonderie e nel 1541 fu ampliato per far spazio agli ebrei levantini. Il lavoro degli ebrei fu posto sotto la sorveglianza dei magistrati al Cattaver, e oltre alla gestione dei banchi di pegno del ghetto fu concesso loro il commercio dell’usato, rendendo il ghetto un importante centro commerciale. Il ghetto era suddiviso in comunità basate sul paese di provenienza, ognuna con la propria sinagoga. Prima della pestilenza del 1630 la comunità contava quasi cinquemila persone e il ghetto era ricco di attività commerciali.
Dopo la peste il ghetto fu ripopolato da alcuni ebrei dell’Europa orientale e nel 1633 il ghetto fu ampliato, ma nel frattempo Venezia aveva perso la sua centralità e anche la comunità ebraica iniziò a ridursi; le tasse verso di essa aumentarono e iniziarono a nascere movimenti settari. La situazione declinò finché nel 1737 la comunità dichiarò fallimento.

### Editoria
La stampa e le altre arti grafiche costituivano un florido settore economico della Repubblica e il principale mezzo di diffusione delle conoscenze e delle scoperte veneziane in ambito tecnico, umanistico e scientifico. La nascita dell'editoria veneziana si fa risalire al XV secolo, in particolare al 18 settembre 1469 quando grazie al tedesco Giovanni da Spira il governò veneziano varò la prima legge a tutela degli editori concedendo un privilegio di stampa che conferiva all'editore la facoltà esclusiva di stampare determinate opere. Oltre alla comunità tedesca anche quella francese, capitanata da Nicola Jenson, deteneva verso la fine del XV secolo la maggior parte delle tipografie veneziane.
Tra il 1495 e il 1515 Aldo Manuzio diede un ulteriore sviluppo dell'editoria veneziana grazie a tre innovazioni che in seguito si diffusero il tutta Europa: il formato in ottavo e il carattere corsivo e la virgola uncinata. Queste invenzioni gli permisero di diventare il maggiore editore veneziano e di conseguenza attirò verso di sé i maggiori umanisti dell'epoca tra i quali Pietro Bembo ed Erasmo da Rotterdam. Dopo il Manuzio molti altri imprenditori italiani come il fiorentino Lucantonio Giunti aprirono tipografie a Venezia, che verso la fine del XVI secolo raggiunsero le 200 attività, ognuna con tirature librarie più elevate rispetto alla media delle città europee. La grande quantità di tipografie sparse sul territorio Veneziano rese la città di Venezia leader nel settore, tanto che ultimo ventennio del XV secolo in Europa un libro su dieci era stampato a Venezia. La produzione libraria a Venezia fu incentivata, oltre che dalle norme a favore degli editori, anche dalla mancanza della censura, è infatti a Venezia che nel XVI secolo si stamparono opere proibite nel resto d'Europa come i Sonetti lussuriosi.

### Lingue

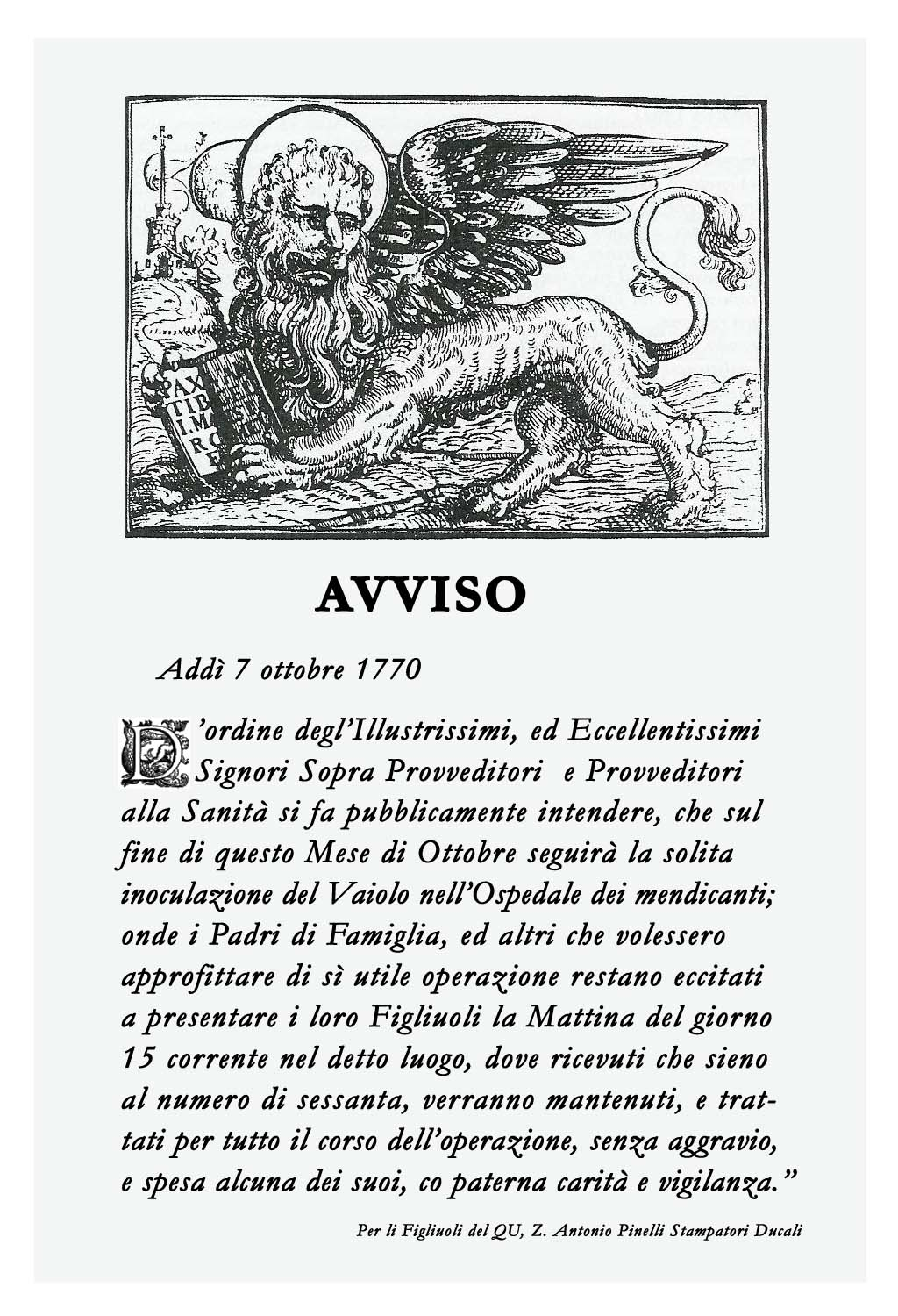
Documento amministrativo del 1770 in lingua italiana

La lingua veneta è un idioma romanzo, derivato dal latino volgare parlato dai Veneti romanizzati a partire dal III secolo a.C. (e perciò influenzato dall'antica lingua venetica). La posizione protetta del Dogado favorì la conservazione della lingua latina che nel resto dell'Italia settentrionale invece subì le interferenze del sostrato gallico. A Venezia la lingua latina continuò a resistere per lungo tempo anche nella sua forma scritta in quanto la maggioranza dei notai erano ecclesiastici e quindi conoscitori del latino. Altra caratteristica peculiare di Venezia era lo stretto rapporto commerciale e culturale con l'oriente, in particolare con l'Impero bizantino e con i territori che nel XIII secolo hanno dato vita all'Impero ottomano. Questo rapporto fece sì che i commercianti veneziani assimilassero nella loro lingua diversi vocaboli derivati dal greco bizantino e dall'arabo, ma anche dal provenzale che veniva usato come lingua franca tra i mercanti.
Il primo testo in lingua veneta è un documento commerciale risalente al 1253, periodo in cui la lingua scritta più diffusa rimaneva ancora il latino, anche se nel XV secolo la lingua veneta si diffuse in tutto il bacino Mediterraneo come lingua franca.
Tuttavia il veneto non si impose come lingua letteraria in quanto già nel XIII secolo le lingue neolatine in cui si componeva letteratura erano il volgare fiorentino, la lingua d'oc dei trovatori, attivi anche nelle corti venete, e la lingua d'oïl. A riprova di ciò è il fatto che Marco Polo scelse la lingua d'oïl mentre Bartolomeo Zorzi la lingua d'oc, allora entrambe diffuse nelle corti quanto il latino, per le prime opere storiografiche in lingua veneta sarà necessario aspettare la seconda metà del XIV secolo. Dal XV secolo si ha l'uso della lingua veneta per la redazione di documenti ufficiali, anche se le sentenze giudiziarie erano ancora emesse in latino. A partire almeno dal XVI secolo si affermò a livello amministrativo l'uso della lingua italiana.
Nello Stato da Mar (i possedimenti della Repubblica che si estendevano lungo le coste dalmate e nelle isole ioniche ed egee) la lingua parlata dai coloni veneziani si ibridava con gli idiomi locali.

## Religione

### Cattolicesimo

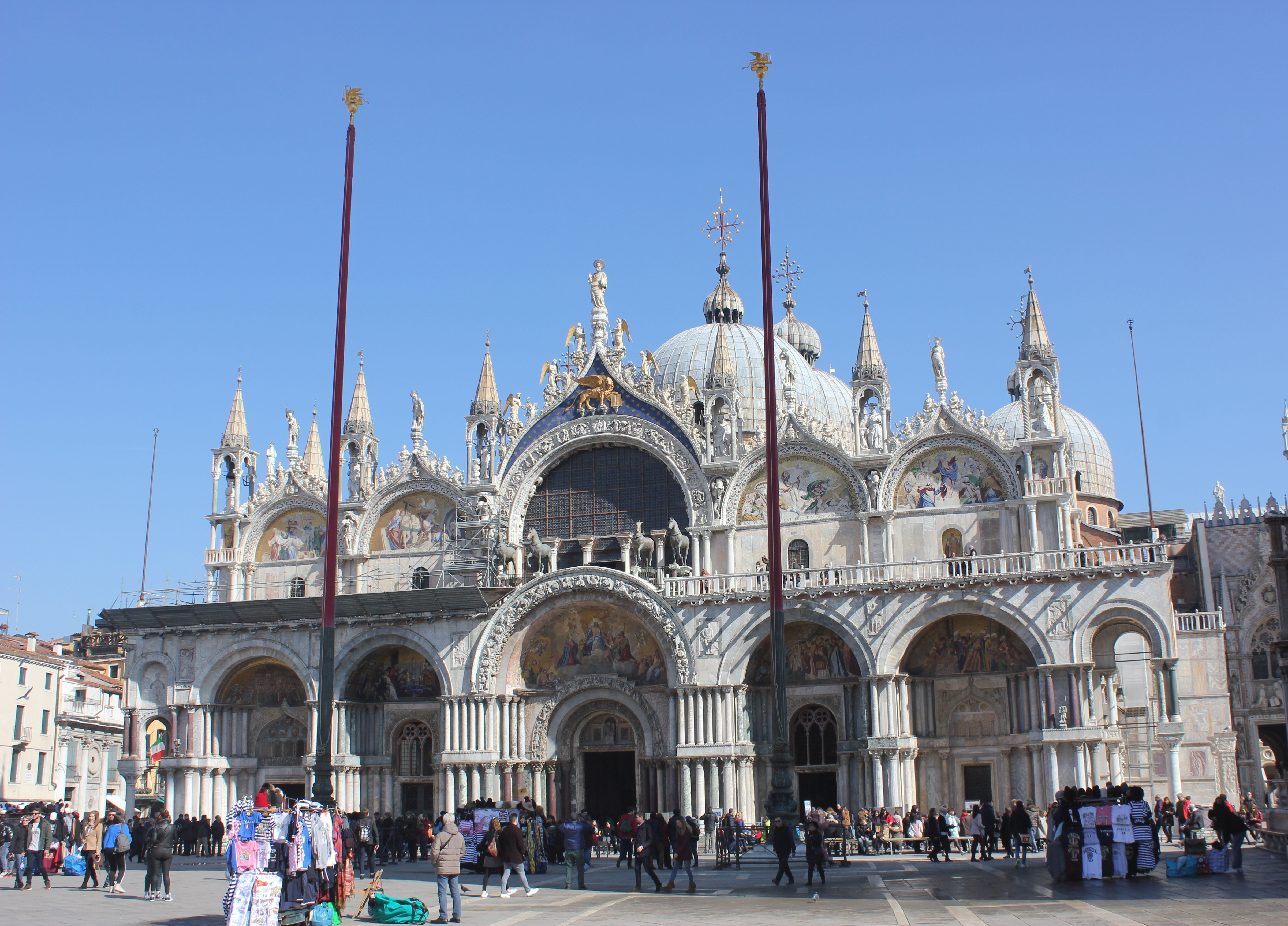
La Basilica di San Marco

La Repubblica di Venezia riconosceva come religione di stato il cattolicesimo e pur rimanendo relativamente tollerante rispetto alle altre confessioni erano molte le leggi a favore delle tradizioni cattoliche dato che dal censimento del 1770 si deduce che circa il 86,5% della popolazione era di confessione cattolica. La Chiesa cattolica amministrò il territorio della Repubblica prima con il patriarcato di Grado che aveva come suffragenea la diocesi di Castello, la quale venne poi soppressa l’8 ottobre 1451 da papa Niccolò V al fine di erigere il patriarcato di Venezia che ha poi inglobato anche le diocesi di Jesolo, Torcello e Caorle. Durante la storia della Repubblica di Venezia la cattedrale del patriarcato fu la Basilica di San Pietro di Castello che venne cambiata in San Marco solo nel 1807, dieci anni dopo la caduta della Repubblica. Durante il periodo della Controriforma anche nella Repubblica di Venezia fu attiva l'Inquisizione che dal 1542 al 1794 processò 3 620 imputati tra i quali Giordano Bruno, Pietro Paolo Vergerio e Marco Antonio de Dominis. I crimini in materia di fede, come la stregoneria, erano regolati da un tribunale laico già nel 1181 durante la reggenza del doge Orio Mastropiero. Il tribunale oltre a essere composto dai suoi giudici nominati dal doge si avvaleva anche dell'aiuto dei vescovi e del patriarca di Grado e la pena più diffusa per i condannati era quella di essere bruciati al rogo. Questi magistrati continuarono a intervenire come membri laici anche nei processi dell'Inquisizione entrando spesso in conflitto la Chiesa e talvolta mitigando la durezza della pena, inoltre l'inquisizione aveva potere solo su i cristiani e non sui membri delle altre confessioni come gli ebrei. Il governo inoltre regolava la costruzione degli edifici di culto, limitava i lasciti in favore della Chiesa, favoriti dalla presenza dei parroci-notai, e controllava i preti che predicavano contro il governo talvolta espellendoli dallo Stato.

### Altre religioni

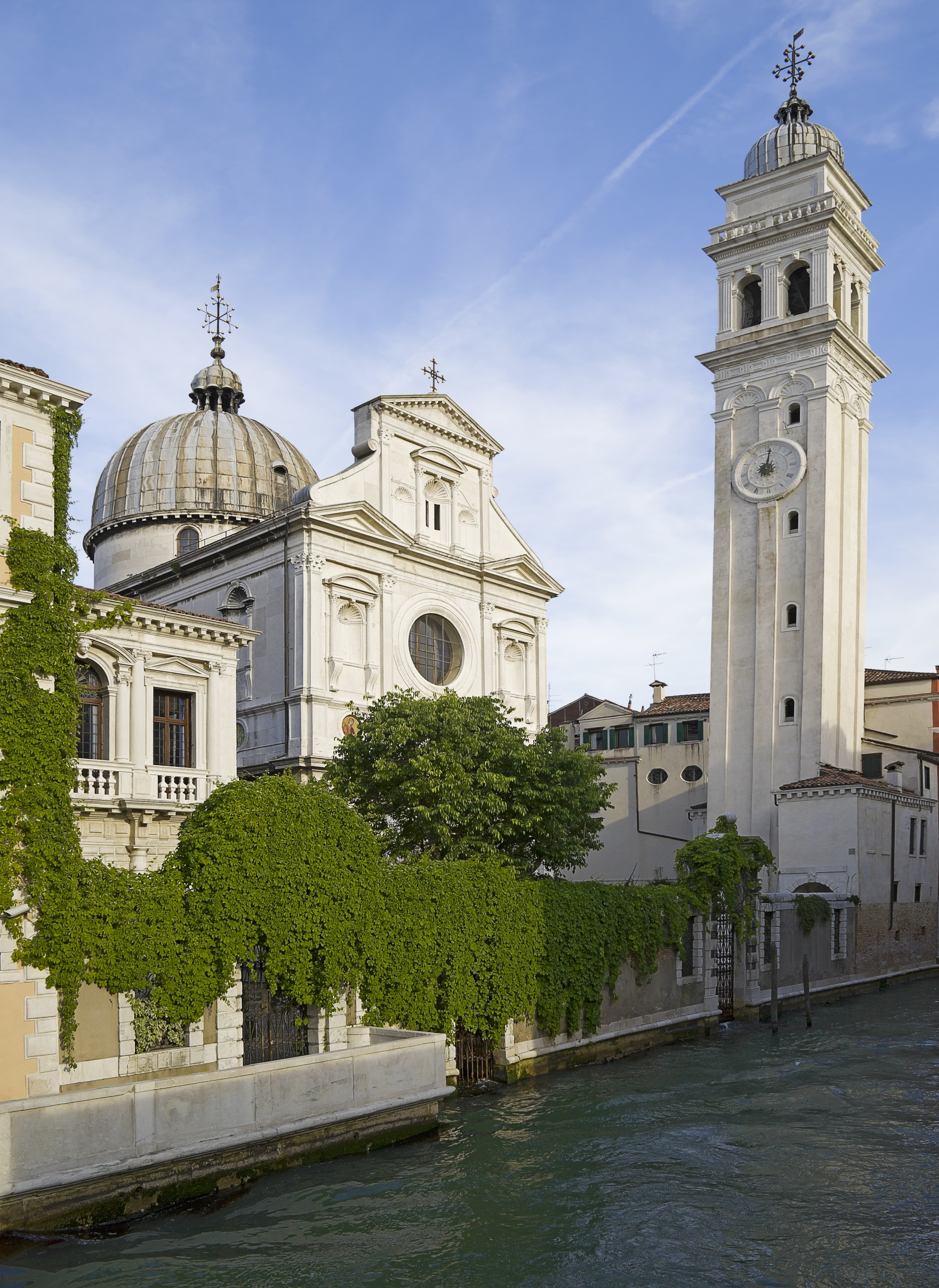
La chiesa ortodossa di San Giorgio dei Greci

Oltre alla fede cattolica nella Repubblica di Venezia, in particolare nello Stato da mar, era presente anche la chiesa ortodossa e dal censimento del 1770 si deduce che i greci ortodossi costituivano circa il 13,3% della popolazione. La comunità greco ortodossa era presente anche nella capitale e nel 1456 i greci ottennero il permesso per costruire la chiesa di San Biagio a Venezia, l'unica della città in cui potevano celebrare i loro riti, nel 1514 a causa del sovraffollamento di San Biagio fu permessa la costruzione della chiesa di San Giorgio dei Greci.
La popolazione restante apparteneva ad altre chiese come quella protestante e quella cattolica armena e vi erano poi anche dei mercanti islamici, che però non risiedevano stabilmente a Venezia. Gli armeni si stabilirono a Venezia già nella metà nel XIII secolo anche se la costruzione della prima chiesa armena cattolica, la chiesa di Santa Croce degli Armeni, risale solo al 1682. Gli armeni inoltre ebbero come centro principale di cultura l'isola di San Lazzaro degli Armeni.
Grazie ai rapporti commerciali intrattenuti con i tedeschi e gli svizzeri anche nella Repubblica di Venezia si diffuse la religione protestante, che poteva essere praticata liberamente. Nel 1649 i protestanti ottennero la possibilità di seppellire i loro morti nella Chiesa di San Bartolomeo e nel 1657 fu concesso loro di celebrare messe con pastori tedeschi nel Fondaco dei Tedeschi.
A Venezia era presente anche il Fondaco dei Turchi dove trascorrevano il loro tempo i mercanti ottomani e nel quale era presente una piccola moschea, l'unico luogo di preghiera per i fedeli musulmani che soggiornavano a Venezia.
Gli ebrei nel 1770 erano solo 5 026 pari a circa lo 0,2% della popolazione della Repubblica di Venezia, ma per questa minoranza furono promulgate diverse leggi che ne limitavano il rapporto con i cattolici e le loro libertà civili. In seguito alla cacciata degli ebrei in quasi tutta Europa a Venezia fu concesso di rimanere nel ghetto in modo da non creare disordini nella città e qui di poter svolgere le loro tradizioni e pregare nelle sinagoghe. A Venezia erano presenti cinque sinagoghe appartenenti alle diverse comunità ebraiche veneziane, anche chiamate università o nationi, che qui svolgevano la liturgia seguendo riti diversi per ogni sinagoga.

## Economia

### Risorse
Fin dai primi insediamenti la pesca svolse un ruolo fondamentale nel sostentamento delle comunità lagunari. La pesca costituiva una delle attività più diffuse tra il popolo minuto che si dedicava anche all'itticoltura, dopo essere stato pescato il pesce veniva messo sotto sale al fine di conservarlo meglio. Oltre alla pesca, anche se in modo minore, era diffusa la caccia, l'uccellagione e la pastorizia che però era limitata dalla scarsità di pascoli nel Dogado. Se i pascoli in laguna erano ridotti diffusa era invece l'agricoltura prevalentemente con coltivazioni ad orto e qualche vigna, i prodotti agricoli venivano venduti dall'arte dei fruttaroli.
Oltre alla pesca, le popolazioni lagunari hanno da sempre fatto affidamento all'estrazione del sale per il loro sostentamento. Grazie al commercio del sale infatti le prime popolazioni lagunari potevano acquistare le merci che la laguna veneta non produceva, prime fra tutte il grano. Diretta concorrente nella produzione del sale fu Comacchio che addirittura nel 932 fu distrutta e la sua popolazione trasferita nella laguna veneta. Le zone di maggior produzione furono la parte settentrionale della laguna e il circondario di Chioggia che divenne nel corso dei secoli il sito di maggior produzione salina del mediterraneo, raggiungendo il suo apice nel XIII secolo. La maggior parte del sale prodotto a Chioggia veniva esportato in Italia attraverso il Po e l’Adige. Le saline si costituivano di una serie dighe, bacini e canali che ne permettevano il corretto funzionamento. La loro estensione era notevole, le saline di Chioggia occupavano un'area di circa 30 km² che corrispondevano a novanta volte l’estensione della città. L'impulso alla costruzione dei fondamenti fu dato dal doge e dalle grandi famiglie ducali che ne detenevano la proprietà. I fondi dei nobili erano affittati alle famiglie dei salinari che in grande autonomia mantenevano la salina e ne estraevano il sale. I proprietari dei fondi avevano un rapporto esclusivamente economico con i salinari, di conseguenza i nobili, proprietari dei fondi, non potevano considerarsi signori feudatari come invece avveniva nel resto d’Europa nella coltivazione del grano. I salinari inoltre erano organizzati i consorzi che rendevano ancora più difficoltosa un'imposizione signorile dei proprietari fondiari. Nel XIV durante la massima espansione commerciale la produzione di sale in laguna era diminuita, ma nonostante ciò Venezia mantenne il monopolio di questa preziosa merce imponendo ai mercanti di trasportare una certa percentuale di sale che spesso veniva acquistato in Puglia, Sicilia, Sardegna nelle isole Baleari a cipro e sulla coste della Libia.

### Industria
Commerciato già a partire dal IX secolo sotto forma di lastre, il vetro di Murano è tuttora considerato uno dei prodotti di spicco dell'industria veneziana. Grazie alla sua qualità il vetro veniva utilizzato per la fabbricazione di opere d'arte esportate in tutto il mondo. La sua produzione era localizzata unicamente sull'isola di Murano, al fine di scongiurare il propagarsi di incendi all'interno della capitale. Nonostante la produzione vetraia l'attività di maggior successo era quella delle costruzioni navali che avveniva all'interno dell'arsenale di stato, attivo fin dal XII secolo, ma anche negli squeri veneziani piccoli cantieri navali cittadini. Accanto alla costruzione della navi era sviluppata la produzione del cordame navale da parte dei filacànevi, i quali a partire dal XIII secolo importarono la canapa dalla Russia attraverso in Mar Nero. Tra le attività già diffuse nel XIII secolo figuravano le concerie e la filatura della lana che venivano esercitate alla Giudecca.

### Commercio

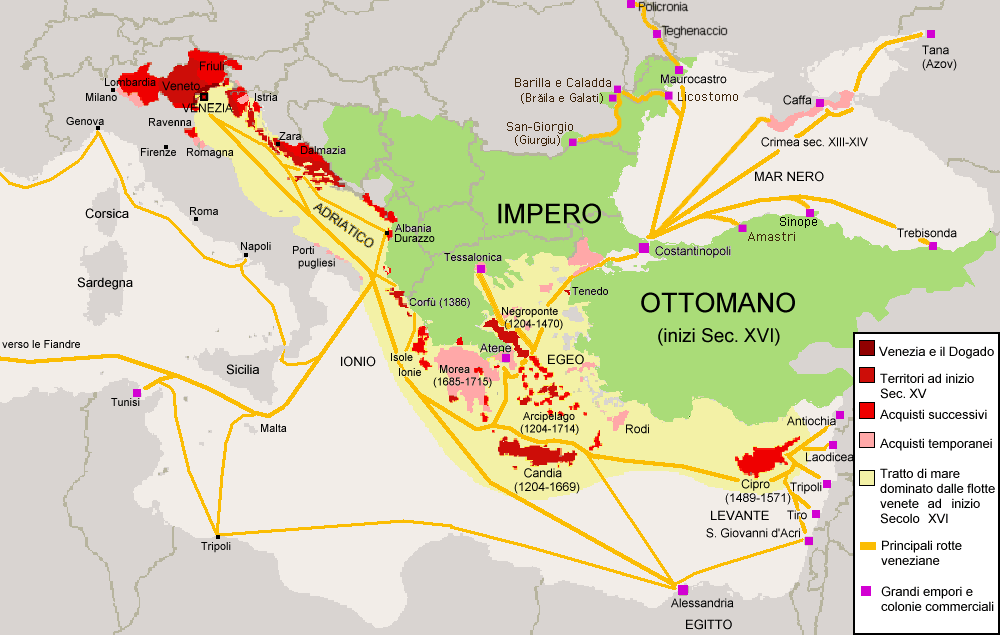
La mappa delle rotte commerciali veneziane (mude) e dei possedimenti della Serenissima agli inizi del XVI secolo

Il commercio è sempre stato alla base del successo e dell'ascesa politica della Repubblica di Venezia, già nell'829 il doge Giustiniano Partecipazio oltre alla gestione dei suoi beni feudali si occupava anche di affari commerciali via mare. Le imprese commerciali dei cittadini veneziani aumentarono nel XII secolo periodo in cui nacquero le mude, carovane di navi mercantili dette galee che scortate da navi armate si rivolgevano verso i mercati orientali, primo tra tutti quello di Costantinopoli, l'odierna Istanbul. Con l'Impero bizantino Venezia ebbe un rapporto privilegiato a partire dal 1082 quando con la firma della crisobolla fu concesso ai mercanti veneziani di scambiare merci con i bizantini senza alcuna tassa e di stabilire un nucleo abitato direttamente nella capitale, privilegio che però termino nel sangue nel 1171 a causa di Manuele I Comneno. I traffici commerciali raggiunsero il loro apice nel XIII secolo, ma continuarono a essere fondamentali nella vita politica e sociale di Venezia fino alla fine del XVI secolo e in questo periodo nascono anche le mude statali, convogli di navi appaltati ai marcanti che venivano utilizzate per raggiungere le terre più lontane dall'India, alla Cina, all'Inghilterra e le Fiandre. I traffici della Repubblica erano così estesi che nel 1325 si constatava l'esistenza di insediamenti veneziani nel nord Europa a Southampton e Burges e in Asia: in Cina a Zaytun, l'attuale Quanzhou, in Russia a Sudak e Azov, in Turchia a Trebisonda, in Giordania ad Amman e infine anche erano presenti altri insediamenti sulle rive del lago d'Aral. Il commercio veneziano subì un forte declino alla fine del XVI secolo quando la concorrenza di portoghesi, spagnoli, inglesi e olandesi divenne asfissiante per i mercanti veneziani.
Le merci che i veneziani scambiavano maggiormente via mare e che affollavano il centrale mercato di Rialto erano: cotone, tessuti, ferro, legname, allume, sale e spezie scambiate già nel IX secolo, risale infatti all'853 il testamento del vescovo Orso Partecipazio nel quale apparve per la prima volta il pepe. Oltre al pepe Venezia scambiava grandi quantità di cannella, cumino, coriandolo, garofano e molte altre spezie che rivestivano un ruolo fondamentale per la conservazione delle carni, per l'aromatizzazione di vini e per le cure mediche di cui la medicina veneziana ne faceva un largo uso. Tra le spezie figurano anche lo zucchero, prodotto a Cipro e raffinato a Venezia e tutti i profumi e gli incensi ampiamente utilizzati dai patrizi veneziani e durante le funzioni religiose. Oltre alle spezie l'oriente forniva anche pietre preziose e seta, viceversa Venezia portava in oriente metalli, legno, pellami e tessuti europei. Altro bene di cui Venezia deteneva il monopolio era il sale che veniva comparto ovunque ce ne fosse e data la sua utilità la Repubblica obbligava ogni mercante a trasportarne una certa quantità, il monopolio del sale oltre a essere un privilegio commerciale era anche un deterrente politico contro le nazioni estere.
Altro bene di fondamentale importanza erano i cereali che erano gestiti dalla Camera del frumento in modo da osteggiare eventuali carestie, vi era poi una grande importazione di olio usato oltre che nel condimento anche per l'illuminazione.

### Monetazione
La grande espansione del commercio veneziano cominciata nel XII secolo e la necessità di una moneta stabile divenne sempre più urgente, così nel 1202 durante il dogato di Enrico Dandolo si cominciò la coniazione del ducato d'argento, poi detto matapan che si diffuse in breve in tutto il bacino mediterraneo, il ducato corrispondeva a 26 denari e pesava all'incirca due grammi. Come le altre monete della Repubblica di Venezia il ducato aveva l'effigie del doge regnante, che di fronte a San Marco impugnava lo stendardo di Venezia.
Il 31 ottobre 1284 il doge Giovanni Dandolo decise la coniazione di una nuova moneta, che sarà poi vitale nell'economia veneziana, lo zecchino d'oro, o ducato. Lo zecchino, fatto in oro di ottima purezza pesava circa 3,5 g e la sua coniazione si interruppe solo con la caduta della Repubblica.
Il conio a partire dal XVI secolo avveniva in un apposito edificio affacciato sul molo marciano, zecca di Venezia, sulla cui attività vigilava la Quarantia.

## Cultura

### Teatro

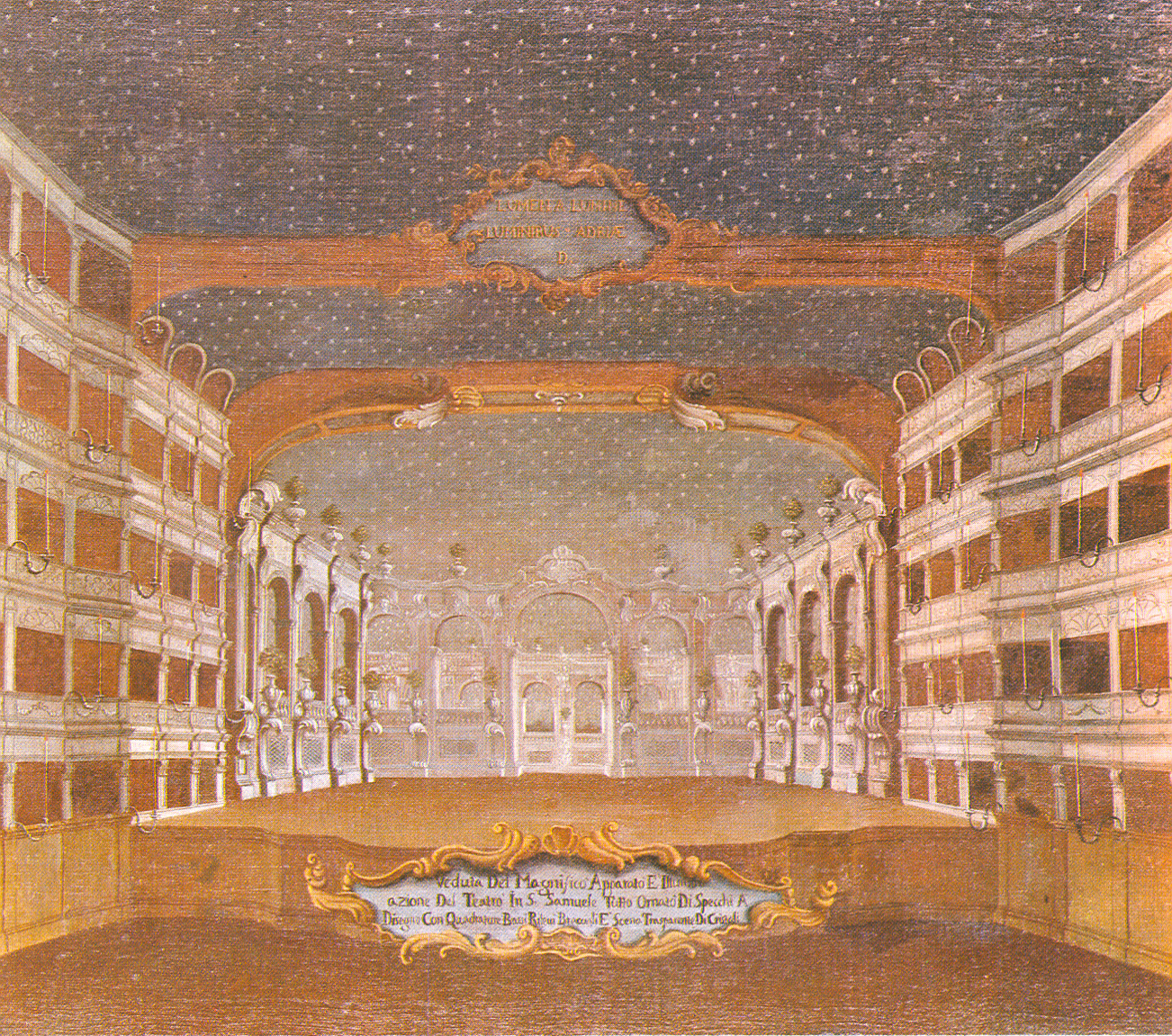
Il teatro San Samuele edificato nel 1655 da Giovanni Grimani

Fino al XVII secolo le opere teatrali si rappresentavano nei palazzi nobiliari o in pubblico dalle compagnie della Calza che mettevano inscena le loro opere su teatri ambulanti in legno. Nel corso del XVII secolo si ebbe una grande diffusione del teatro tanto che nel 1637 fu inaugurato il teatro San Cassiano, primo teatro stabile di Venezia, con la rappresentazione dell'Andromeda di Benedetto Ferrari. Nel corso del secolo, grazie al finanziamento dei nobili, furono edificati una dozzina di teatri nei quali prevalentemente si rappresentavano tragedie e melodrammi. A Venezia la riforma del melodramma fu avviata Apostolo Zeno, che ispirandosi alla tragedia francese, rese il melodramma più sobrio e costruì le sue opere in modo che potessero essere rappresentate anche senza musica.
Nel XVII secolo, anche se meno diffusa dei melodrammi, era rappresentata la commedia dell'arte. Basata sull'improvvisazione degli attori e sui canovacci, era caratterizzata da un grande numero di personaggi stereotipati che rappresentavano in modo generico la vita delle varie classi sociali veneziane. Nel XVII secolo la commedia dell'arte fu completamente riformata da Carlo Goldoni che e introdusse una nuova forma di teatro grazie all'eliminazione delle maschere e all'introduzione di un copione preciso. Viceversa Carlo Gozzi mise in atto rappresentazioni di fiabe esaltando ed esasperando la tradizione della commedia dell'arte.

### Moda

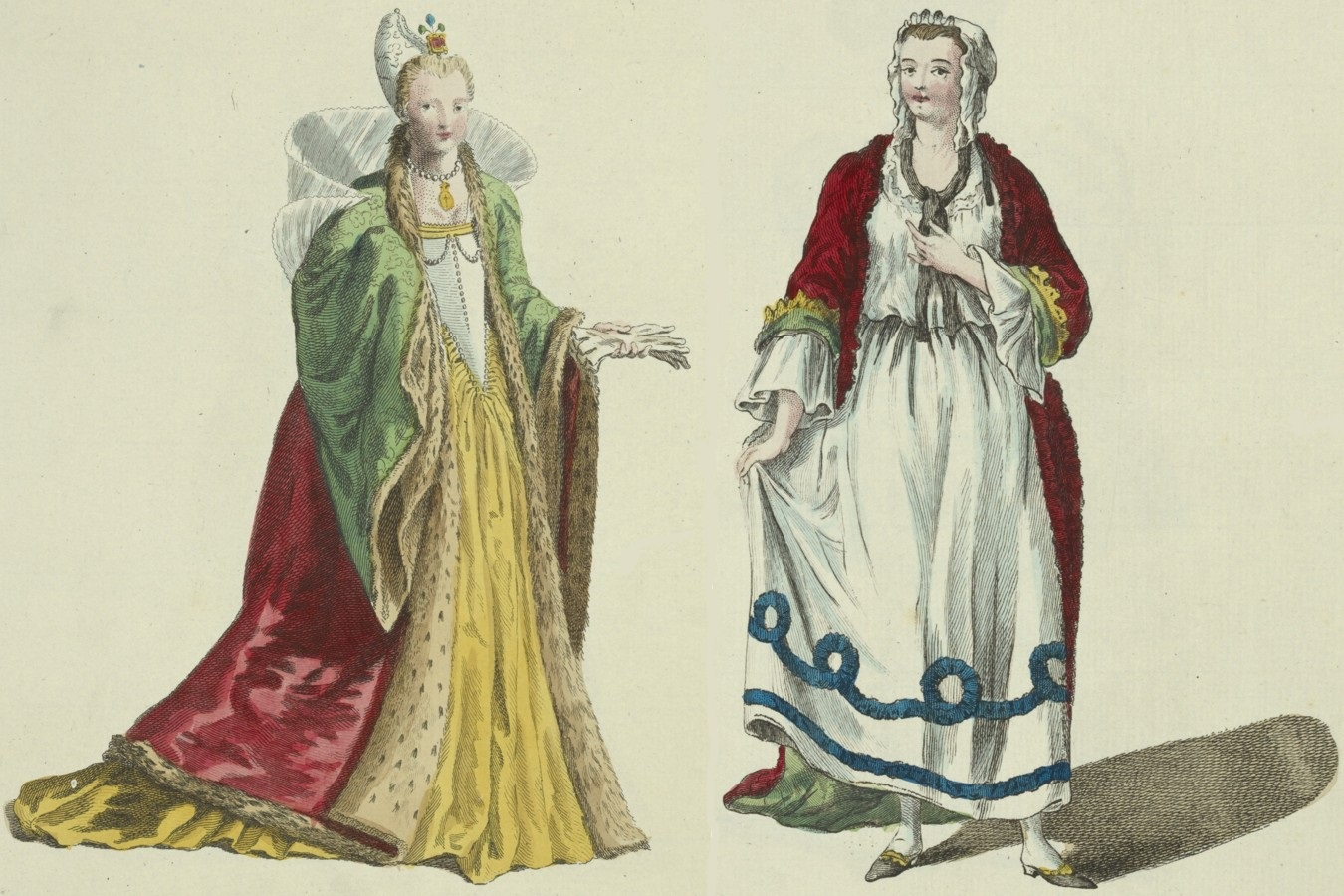
A sinistra la dogaressa nel 1581 in abiti tardo rinascimentali e a destra una donna del 1750 che veste la Tonda

Per via del rapporto commerciale con l'oriente a Venezia si diffusero ben presto l'abbigliamento sfarzoso tipico dei bizantini costituito per lo più da tonache ricamate o trapuntate di colore azzurro, colore simbolo dei veneti. Tra il popolo minuto invece erano diffusi lunghi vestiti di tela decorati da strisce colorate e solitamente le calzature erano sandali di pelle. Sopra la tonaca gli uomini spesso indossavano ampi mantelli oltre a cinture e cappelli. I vestiti delle donne nobili erano di seta ricamata, molto lunghi e scollati, solitamente indossavano anche mantelli a strascico e pellicce di una grande varietà di animali, tra i quali spiccava l'ermellino. Con l'istituzione delle corporazione nel XIII secolo anche l'Arte dei sarti fu regolata e tutelata con l'istituzione dei sartori da vesti, i sartori da ziponi e i sartori da calze e si dedicavano rispettivamente a confezionare vestiti, giacche di fustagno e calze.
Con l'inizio del Rinascimento seguendo la moda europea, gli abiti delle nobildonne divennero sempre più sfarzosi, mentre gli uomini cominciarono a portare delle gonnelle abbinate a lunghe calze bicolore. Le strade non essendo selciate rischiavano di sporcare le vesti quindi si diffusero degli zoccoli molto alti che venivano poi tolti una volta raggiunta l'abitazione. Tra il XV e nel XVI secolo l'influenza barocca portò agli eccessi gli abiti nobiliari che in questa epoca incominciarono ad essere impreziositi anche da una produzione locale, il merletto di Burano. Per evitare che i nobili e i patrizi spendessero enormi quantità di denaro nei capi d'abbigliamento nel 1488 la Repubblica emanò delle leggi atte a limitare l'uso dei vestiti esageratamente costosi, tanto che nel 1514 si istituirono i provveditori alle pompe che avevano il compito di vigilare sulla quantità di denaro spesa per feste private, abiti e altri beni di lusso.
Nel XVII secolo iniziò la moda della parrucca e dell'uso della cipria e i vestiti maschili aumentarono progressivamente il loro ingombro. Nel XVIII secolo nell'abbigliamento maschile si introdusse la velada, ovvero una sorta di ampio mantello riccamente decorato, al contrario tra l'abbigliamento femminile entrò in uso la vesta a cendà, un abito modesto che si componeva di un lungo vestito solitamente nero e di una sciarpa bianca. Le donne più povere invece indossavano la tonda un vestito bianco che con un cappuccio copriva il capo e che era legato da una cintura.

## Tradizioni

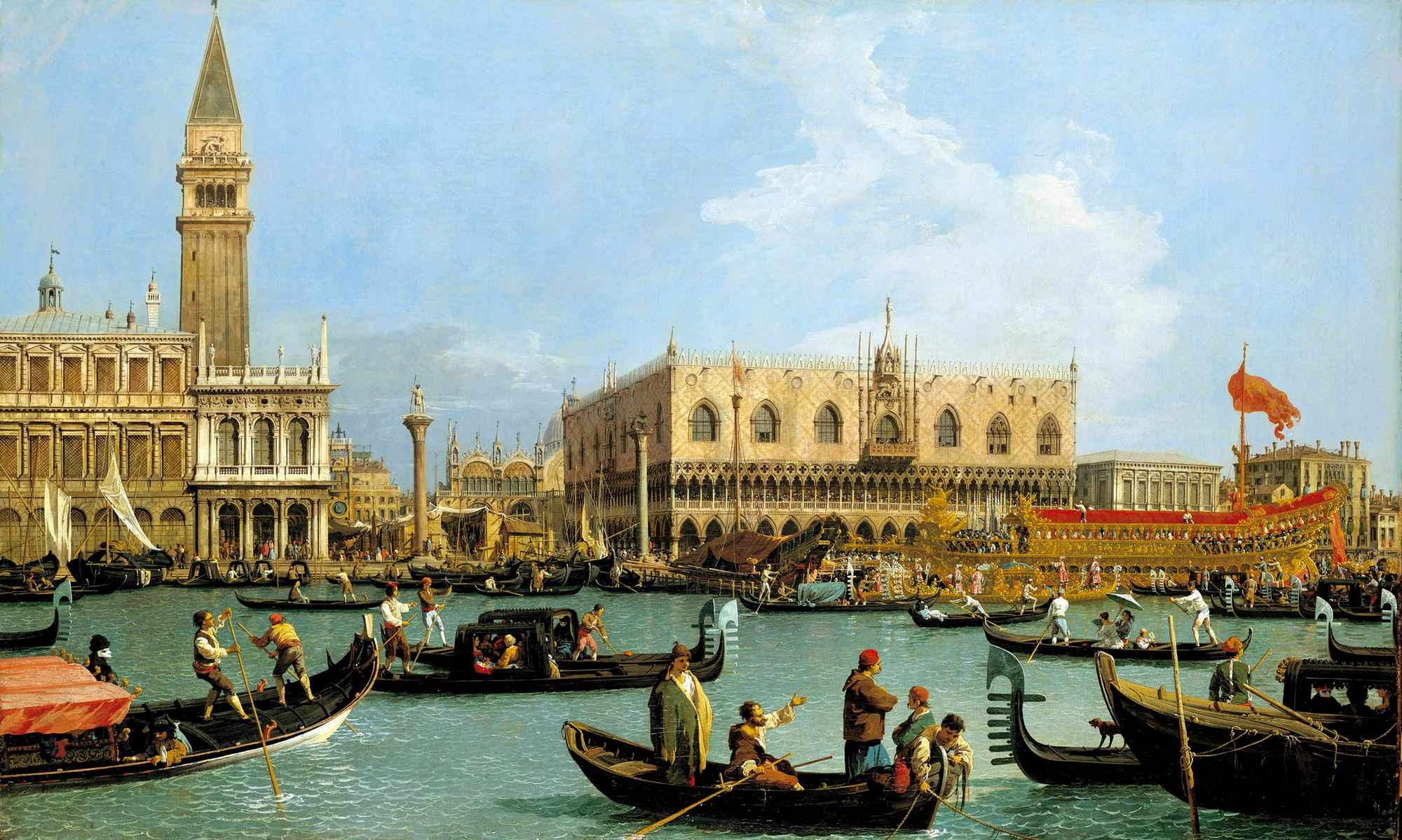
Festa della Sensa nel 1732.

La Repubblica di Venezia contava numerose tradizioni storiche e folcloristiche di vario genere, alcune delle quali celebrate anche in seguito alla sua caduta. A Venezia le feste religiose erano celebrate con delle processioni estremamente sfarzose dirette verso la basilica di San Marco a cui prendeva parte il doge, preceduto dalle varie assemblee governative e dalle maggiori scuole della città. Oltre a tutte le maggiori festività cattoliche era celebrato con altrettanto sfarzo anche il giorno di San Marco, patrono della città. Nel corso dell'anno inoltre venivano effettuate diverse messe in ricordo di alcuni eventi fondamentali della storia della Repubblica, come il fallimento della congiura del Tiepolo o quella ordita dal doge Marino Faliero e altre come la Festa delle Marie per celebrare la potenza di Venezia. Una delle feste di maggior importanza politica era la Festa della Sensa, celebrata nel giorno dell'Ascensione, prevedeva una sfilata di barche capeggiata dal Bucintoro e il rito dello Sposalizio del Mare che simboleggiava il dominio marittimo di Venezia.
Tra le feste profane una di quelle di maggior rilievo era il Carnevale: celebrato per tutta la sua durata, prevedeva le feste maggiori il giovedì e il martedì grasso. Oltre a balli e spettacoli di vario tipo, l'ultima domenica di carnevale si svolgeva la caccia dei tori, una manifestazione analoga alla corrida. Oltre al carnevale veniva svolta la Regata, che al pari delle altre feste prevedeva grandi festeggiamenti e cortei.